# Battaglia di Fort Sumter
La battaglia di Fort Sumter (nota anche come assedio, bombardamento o prima battaglia di Fort Sumter) fu uno scontro avvenuto tra il 12 e il 13 aprile 1861 nei pressi del porto di Charleston, in Carolina del Sud, tra le truppe dei neonati Stati Confederati d'America e il presidio unionista di Fort Sumter, che aveva rifiutato di arrendersi. I confederati, i quali già da vari mesi assediavano il forte, lo bombardarono e ne ottennero la resa il giorno successivo in quanto impossibile da difendere per gli unionisti.
L'episodio, benché relativamente incruento (ci furono complessivamente solo due vittime, per di più accidentali), fu in realtà il culmine dei molti mesi di tensioni succeduti alle elezioni presidenziali del 1860 e all'insediamento del nuovo presidente degli Stati Uniti Abraham Lincoln, visto dai sudisti come incompatibile col sistema di valori del Profondo Sud schiavista e quindi proprio nemico dichiarato. A differenza del predecessore James Buchanan, che aveva mantenuto posizioni più concilianti e ambigue, Lincoln chiarì di non voler cedere alle pretese sudiste, e ordinò al comandante della guarnigione di Charleston Robert Anderson di presidiare Fort Sumter a ogni costo. I nordisti rifiutarono quindi ogni richiesta di resa, e dopo un lungo assedio i sudisti risposero bombardando il forte e facendo esplodere il conflitto armato.
Il bombardamento di Fort Sumter funse da casus belli per lo scoppio della guerra civile americana, funzionale a entrambe le parti: per i sudisti era la prova che il Nord non aveva alcuna intenzione di allentare il proprio giogo sul Sud, mentre i nordisti interpretarono l'azione come una pericolosa rivolta armata da reprimere, portando così all'inasprimento delle relazioni e allo scoppio del conflitto. La guerra che ne conseguì durò quattro anni e devastò gli Stati Uniti, portando alla sconfitta finale e all'occupazione del Sud da parte del Nord. La battaglia di Fort Sumter, in quanto primo scontro della guerra civile, è considerata come uno degli eventi più importanti della storia degli Stati Uniti d'America.

## Antefatti

### Gli Stati Uniti verso la guerra civile

#### Origini del conflitto
Il Nord e il Sud degli Stati Uniti presentavano differenze socioeconomiche sostanziali fin dall'epoca delle Tredici Colonie, le quali non fecero che acuirsi nel corso della prima metà del XIX secolo. Alla società schiavista del Sud andò sempre più opponendosi l'industrializzazione nordista, e ciò si riflesse trasversalmente anche nel panorama politico: sia i democratici che i whig presentavano correnti filo e anti-schiavismo, e ciò andò sempre più a peggiorare le tensioni sociali presenti nel paese.

Gli Stati Uniti divisi secondo il compromesso del Missouri: gli Stati sopra il parallelo 36° 30' (linea verde) avrebbero dovuto essere abolizionisti, gli Stati sotto il parallelo invece schiavisti; per motivi storici, gli stati evidenziati in rosso al di sopra del parallelo sarebbero comunque rimasti schiavisti, compreso il Missouri di recente fondazione (da cui il nome dell'accordo)

Con l'ingresso di sempre più nuovi Stati nell'Unione, l'amministrazione statunitense fu costretta a mantenere il difficile equilibrio fra Stati schiavisti e abolizionisti sempre in perfetta parità. Constatato che la linea Mason-Dixon da sola non bastava a determinare la divisione tra Nord e Sud e relativi sistemi socioeconomici, nel 1820 si procedette al compromesso del Missouri, ma ben presto anche questo accordo si dimostrò insufficiente. Si andò sempre di più affermando il movimento autonomista dei singoli Stati, e segnatamente al Sud si cominciò a parlare esplicitamente di "secessione", ovvero di separazione (anche unilaterale) dal resto dell'Unione; eventi come la crisi della Nullificazione (1832-33) e il processo contro l'Amistad (1841) non fecero che esacerbare i conflitti montanti e creare un clima teso sempre meno controllabile dal governo centrale.
Tra il 1846 e il 1848 scoppiò la guerra messico-statunitense, ma il conflitto col Messico, pur terminato con una vittoria e l'annessione del Texas come Stato schiavista, non servì a ricompattare la società americana, ma anzi inasprì le sempre più serrate lotte politiche. Il conflitto inoltre permise di far acquisire esperienza a molti militari dell'esercito americano, la maggior parte dei quali (come i futuri generali Grant e Lee) sarebbero stati avversari gli uni degli altri appena quindici anni dopo durante la guerra civile americana.

#### Fenomeni e movimenti interni statunitensi
Durante gli anni 1850 la situazione interna statunitense non fece che deteriorarsi. Nonostante una solida crescita economica e l'entusiasmo espansionista ispirato dall'ideologia del Destino Manifesto, divennero evidenti le disparità a essa legate: mentre le grandi fabbriche continuavano a svilupparsi al Nord, l'industria schiavista del cotone, quasi interamente mossa dalle fatiche degli afroamericani, non aveva fatto altro che espandersi al Sud, rendendo l'economia statunitense di fatto divisa in due sistemi separati e sempre più incompatibili. Inoltre, per via dell'industrializzazione, molti piccoli artigiani andarono impoverendosi o scomparvero, accrescendo quindi il disagio delle classi più povere.
Alle tensioni economiche si aggiunsero presto quelle etniche: oltre ai costanti conflitti tra bianchi, neri e nativi americani, l'immigrazione dall'Europa stava portando massicce ondate di emigranti, soprattutto tedeschi e irlandesi cattolici, e ciò causò in molti strati della società americana una recrudescenza di nativismo, spesso xenofobo. La moralità della schiavitù praticata al Sud era inoltre sempre più messa in dubbio, soprattutto per motivi religiosi, e nacque così un fortissimo movimento abolizionista, espansosi gradualmente dal New England a tutto il resto degli Stati Uniti.

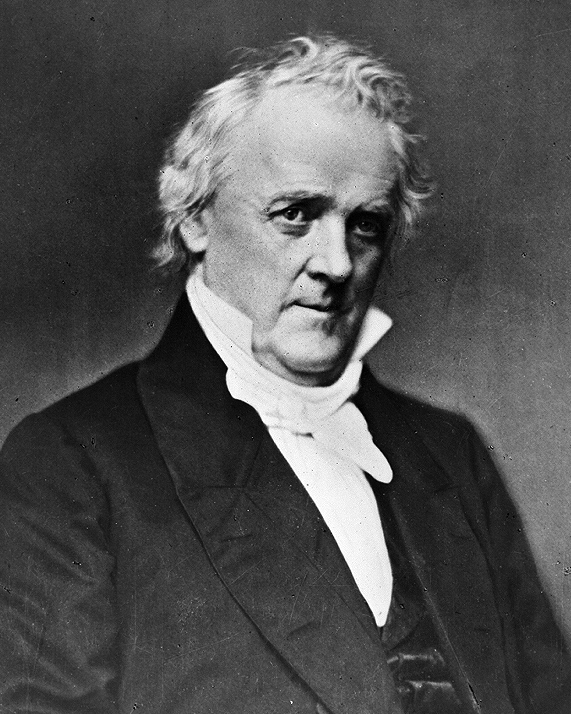
James Buchanan, presidente degli Stati Uniti tra il 1857 e il 1861; la sua politica incerta e inadeguata contribuì a far precipitare la situazione politica statunitense

Ciò causò un irrigidimento della società sudista, dove la difesa dello schiavismo come sistema fondante dell'economia divenne la priorità. Non solo: per molti sudisti la schiavitù dei neri era una necessità, perché rientrava nell'ordine naturale delle cose; nacque così il movimento del suprematismo bianco, affermatosi solo alla fine del XIX secolo ma i cui principi fondanti erano ampiamente condivisi dalla società sudista già prima della guerra civile.
Questa commistione di problemi e conflittualità apparentemente inconciliabili non fece che peggiorare sempre di più, creando una situazione esplosiva e difficilmente risolvibile. A meno di grandi cambiamenti, nel lungo termine uno scontro tra Nord e Sud era quindi inevitabile. Si arrivò quasi alla guerra già nel 1850 in due distinte occasioni: la mancata ammissione del Nuovo Messico nell'Unione come Stato abolizionista e la forte spinta autonomista della Georgia e del suo governatore George W. Towns, ma il peggio venne scongiurato col nuovo compromesso di quell'anno; era tuttavia una soluzione temporanea, e il conflitto armato era stato solo rimandato.

#### Le tensioni montano
Dopo la morte del presidente Zachary Taylor nel 1850, le successive amministrazioni si dimostrarono inadeguate ad affrontare la crisi ormai sempre più profonda della nazione americana, e i suoi successori Millard Fillmore, Franklin Pierce e James Buchanan poterono solo tentare di mantenere un fragile status quo. La violenza politica divenne sempre più diffusa, con eventi violenti come la bastonatura di Charles Sumner e la "guerra del Kansas" all'ordine del giorno.
Gli eventi precipitarono sotto l'amministrazione Buchanan (1857-61): la guerriglia anti-schiavista condotta dall'abolizionista John Brown e la sua successiva esecuzione non fecero che infervorare gli animi, e ormai molti da entrambe le parti erano fautori dello scontro armato. Dopo la dissoluzione del Partito Whig nel 1856 i democratici (in larga parte pro-schiavismo) avevano potuto spadroneggiare per un breve periodo, ma l'opposizione abolizionista si era infine raccolta attorno al neocostituito Partito Repubblicano, che a differenza del predecessore Whig si era fatto campione della lotta allo strapotere del Sud (e quindi anche allo schiavismo) senza correnti interne e opposte. La maldestra gestione del caso giudiziario Dred Scott contro Sandford da parte della Corte Suprema degli Stati Uniti contribuì a inasprire le lotte interne, e già all'inizio del 1860 si era sull'orlo di una crisi irreversibile.

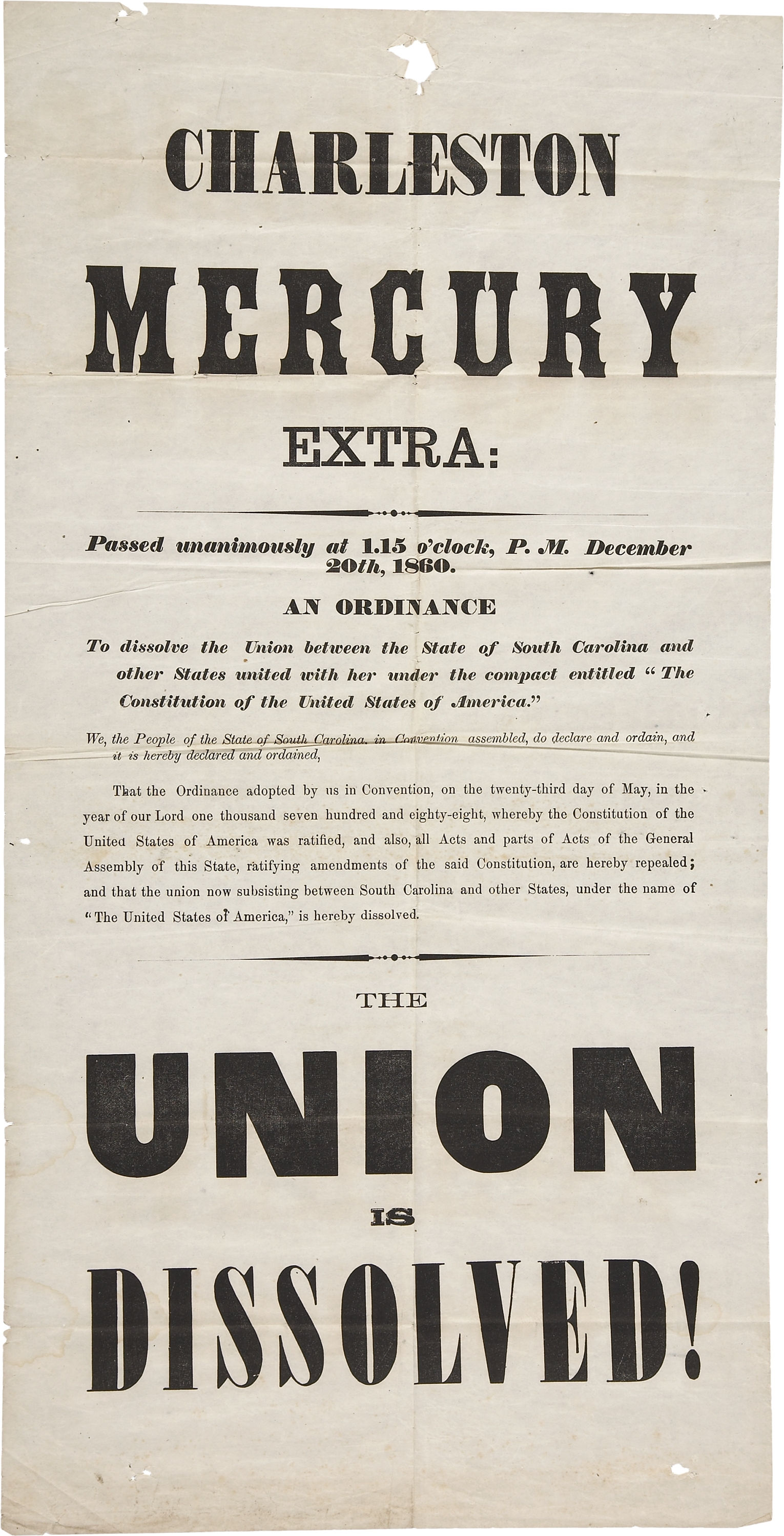
Prima pagina del Charleston Mercury del 20 dicembre 1860: L'Unione è dissolta!

Le elezioni presidenziali del 1860 si svolsero in un clima surreale, con al Nord il candidato repubblicano Abraham Lincoln opposto al democratico moderato Stephen A. Douglas, mentre al Sud, dato il tangibile ostracismo verso repubblicani e moderati, si affrontavano un democratico pro-schiavitù, il vicepresidente degli Stati Uniti John C. Breckinridge, e un ex-whig, John Bell. Dopo una campagna elettorale serratissima, il 6 novembre 1860 Lincoln venne eletto nuovo presidente degli Stati Uniti grazie al voto compatto degli Stati del Nord, della California e dell'Oregon, mentre gli altri tre candidati smembrarono le preferenze democratiche e consegnarono la vittoria all'avversario; in molti stati del Sud Lincoln non aveva ricevuto nemmeno un voto.

#### Rifiuto sudista di accettare Lincoln e inizio della secessione
La vittoria di Lincoln segnò la fine dell'unità statunitense: molti politici sudisti, vedendolo come un abolizionista estremo che avrebbe di certo minato i diritti del Sud, lo disconobbero come presidente e si dimisero dalle proprie cariche governative. Si trattava soltanto delle prime avvisaglie di un movimento più esteso: il 20 dicembre 1860, poco più di un mese dopo l'elezione di Lincoln, l'assemblea della Carolina del Sud, riunita a Charleston anziché nella capitale Columbia a causa di un'epidemia di vaiolo, dichiarò la propria secessione dagli Stati Uniti, di fatto staccandosene e diventando indipendente. Presto molti altri Stati la imitarono, e nel giro di pochi mesi tutto il Sud aveva dichiarato l'indipendenza dall'Unione.
Ancora prima che nascessero gli Stati Confederati d'America, i governi dei singoli Stati secessionisti cominciarono a impossessarsi delle proprietà federali presenti sul proprio territorio. Dopo le elezioni del 1860, segnatamente a partire dal 1861, tutte le installazioni militari statunitensi al Sud cominciarono ad essere cedute dalle guarnigioni governative alle autorità locali, nella maggior parte dei casi volontariamente, di fatto lasciandone il controllo alla neonata Confederazione. Solo poche installazioni rifiutarono di cedere il proprio controllo ai secessionisti, la più importante delle quali era Fort Sumter a Charleston, capitale provvisoria della Carolina del Sud, il primo Stato a secedere.

### La Carolina del Sud si prepara alla guerra

#### Il sistema difensivo di Charleston

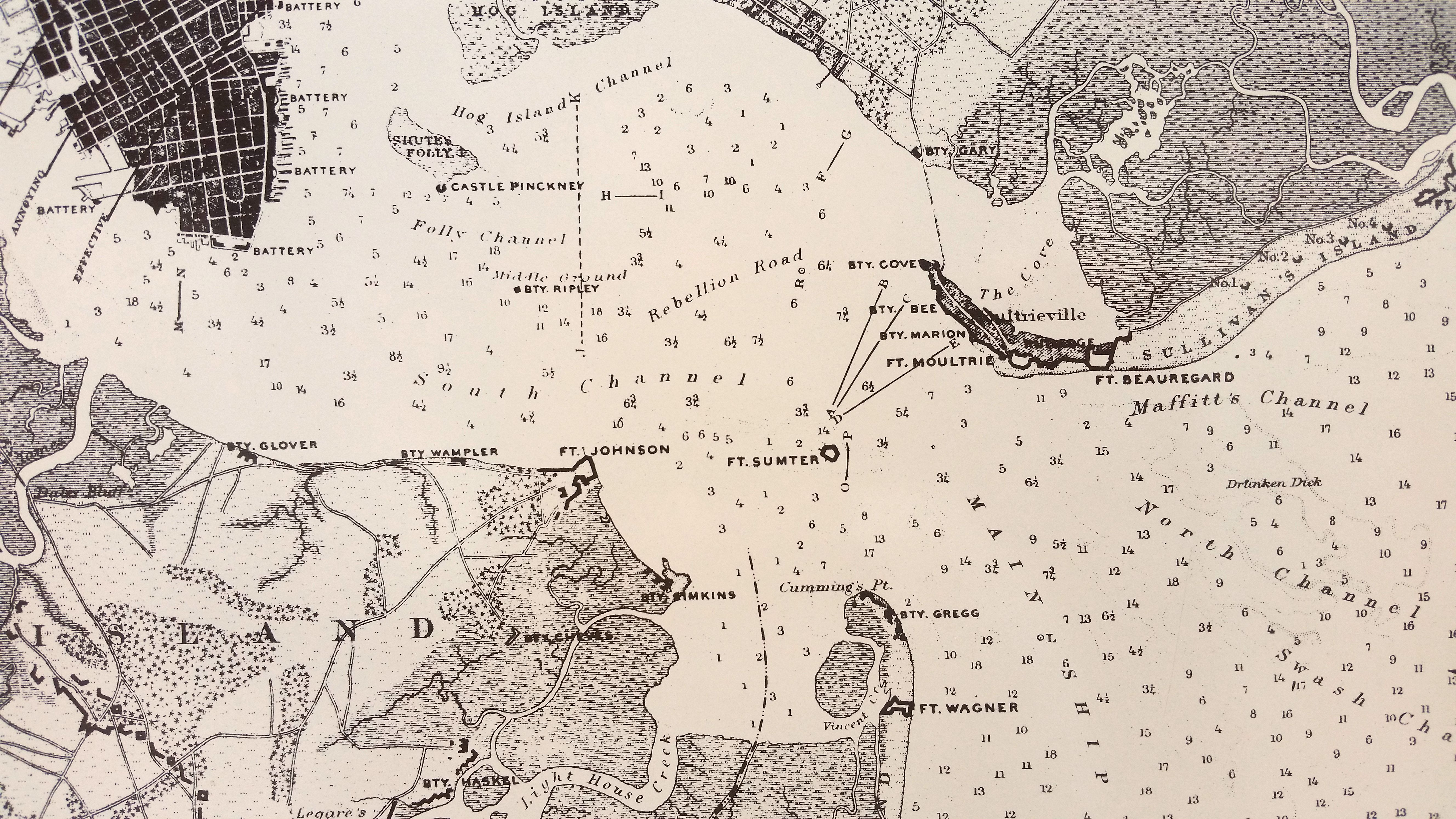
Mappa ottocentesca del sistema difensivo di Charleston; Fort Sumter si trova su un isolotto all'esatto centro della baia

Durante il XIX secolo, le fortificazioni dei porti statunitensi vennero rafforzate, per prevenire attacchi dal mare; il sistema difensivo di Charleston, data l'importanza della città, era particolarmente imponente. All'alba della guerra civile la città era difesa da numerose fortificazioni, di cui due principali (Fort Sumter e Fort Moultrie) e il resto di medie o piccole dimensioni (come Fort Johnson, Cumming's Point e Castle Pinckney). Risalente alla guerra d'indipendenza, Fort Moultrie era il più vecchio e ospitava la sede centrale della guarnigione. Ormai dal valore più simbolico che pratico, era essenzialmente una piattaforma che ospitava una batteria di cannoni sempre rivolti verso il largo; le sue difese contro attacchi dall'entroterra erano invece carenti.
Il più moderno Fort Sumter, ancora in fase di costruzione, dominava invece l'ingresso del porto, posto com'era su un isolotto artificiale in mezzo alla baia, a otto chilometri circa dalla città e a meno di due da Fort Moultrie; per questo si credeva che, una volta completato, con i suoi 146 cannoni sarebbe stato una delle fortezze più sicure al mondo. Nell'autunno del 1860 i lavori erano ormai quasi terminati, ma la sua guarnigione (appena 80 uomini impiegati invece dei 650 previsti) era assolutamente insufficiente in rapporto alla struttura del forte. Era comunque molto più importante di Fort Moultrie, e la sua configurazione avrebbe permesso di sostenere un assalto via terra: le sue mura, spesse da cinque a dodici piedi (da circa un metro e mezzo a tre metri e mezzo), garantivano una buona resistenza contro un eventuale assalto, e la sua pianta pentagonale lo rendeva difendibile da tutti i lati.
Quando le autorità locali sudiste cominciarono a occupare in massa presidi e arsenali governativi, divenne evidente l'importanza strategica di Fort Sumter. Charleston infatti, assieme a New Orleans, era il solo grande porto del Profondo Sud, e il suo controllo sarebbe stato vitale per entrambi i belligeranti. Presto Fort Sumter si ritrovò ad essere uno dei pochi forti meridionali ancora saldamente in mano ai nordisti, e ciò giustifica ampiamente la sequenza di eventi che portò alla sua resistenza e alla successiva battaglia.

#### Robert Anderson

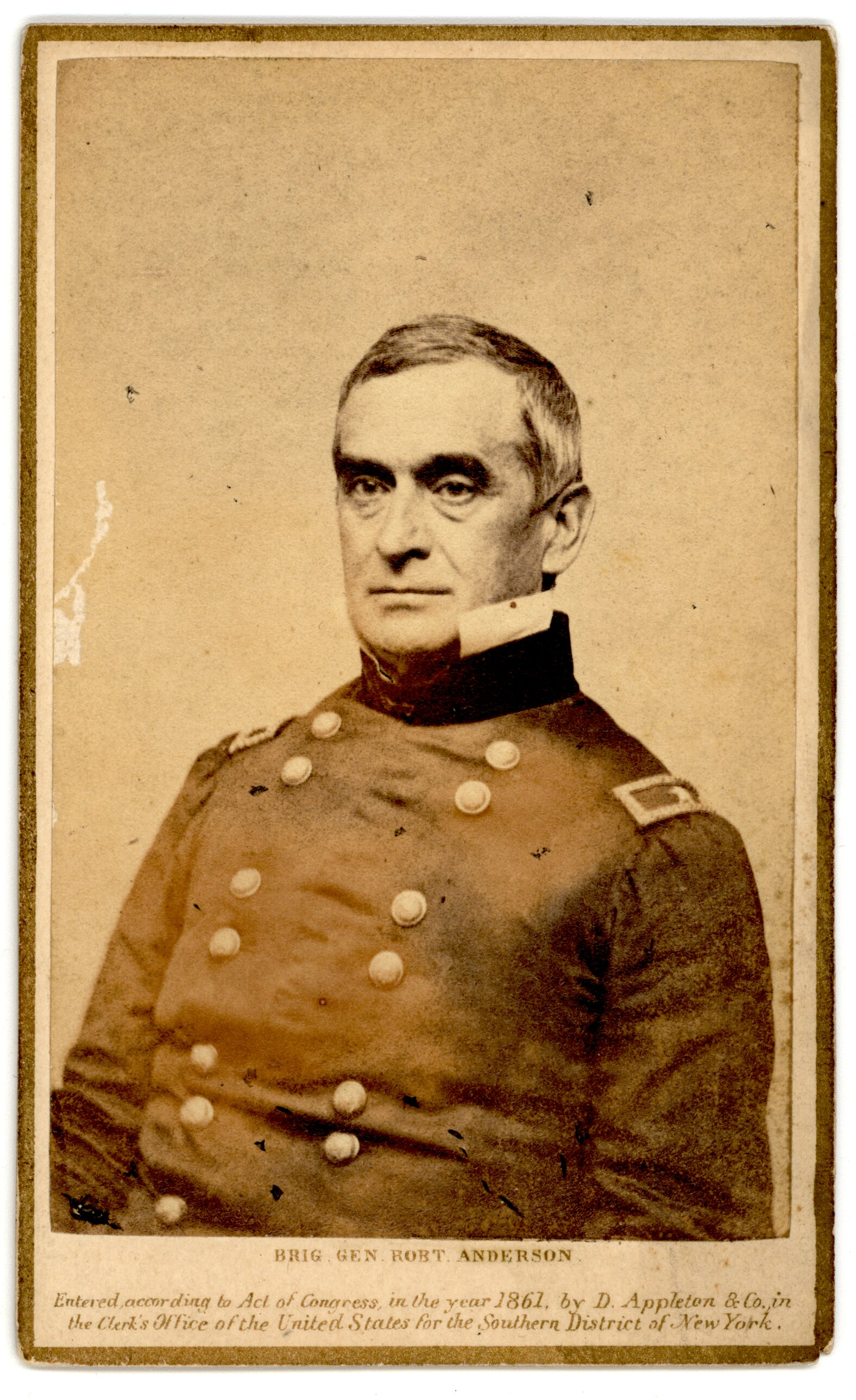
Il maggiore Robert Anderson, capo della guarnigione (unionista) di Charleston

Mentre la situazione politica nel Paese degenerava velocemente, il comandante generale dell'esercito statunitense Winfield Scott, riconoscendo la vitale funzione strategica del porto di Charleston, nominò il maggiore Robert Anderson - suo amico e suo fidato collaboratore - a capo della guarnigione locale. Anderson, inoltre, era originario del Sud ed ex-proprietario di schiavi, di tendenze moderate e avverso alla condotta degli abolizionisti del Nord, e quindi potenzialmente meno inviso ai sudisti rispetto ad altri militari più intransigenti.
Anderson, dopo un ultimo colloquio con Scott, assunse il comando a Charleston il 21 novembre 1860, sostituendo l'anziano John L. Gardner, compromesso con le autorità sudiste e per questo ritenuto inaffidabile. Il nuovo comandante subito comprese la precarietà della situazione: Fort Moultrie, il caposaldo del sistema difensivo della città, era ormai malridotto e in stato di semi-abbandono, con grandi dune sabbiose a ridosso delle mura che ne avrebbero permesso una facile scalata, rendendolo quindi di fatto indifendibile. La situazione precipitò quando il 20 dicembre successivo la Carolina del Sud fu il primo Stato americano a dichiarare la secessione. Anderson, benché simpatizzante sudista, non aveva alcuna intenzione di arrendersi, e divenne presto evidente che in tempi brevi si sarebbe dovuto scontrare con le autorità locali.
Nei giorni precedenti il Natale 1860 il capitano Abner Doubleday, vice di Robert Anderson e uno dei principali memorialisti degli scontri iniziali, condusse delle ricognizioni in città, appurando che, dopo la dichiarazione di secessione, migliaia di volontari vi si stavano riversando per formare delle milizie, da cui poi sarebbe presto nato l'esercito confederato. I rapporti di Doubleday allarmarono profondamente Anderson, convincendolo che il confronto era ormai prossimo e inevitabile, e che quindi avrebbe dovuto agire in fretta.

#### Composizione della guarnigione nordista
Mentre è difficile definire l'esatta catena di comando dello schieramento sudista in quanto costituitosi proprio in quei pochi giorni e in maniera eterogenea (è noto con certezza solo il comandante dell'ultima fase della crisi, Pierre Beauregard), la guarnigione unionista era composta da 80 uomini, di cui 55 soldati e sottufficiali, 15 membri della banda musicale e 10 ufficiali, di seguito riportati:
- maggiore Robert Anderson, comandante del presidio;
- capitano Abner Doubleday, vice-comandante del presidio;
- capitano Truman Seymour;
- capitano John G. Foster;
- dottor Samuel W. Crawford, chirurgo del presidio;
- primo tenente Jefferson C. Davis;
- primo tenente George Snyder;
- primo tenente Theodore Talbot;[N 4]
- secondo tenente Norman J. Hall, quartiermastro del presidio;
- tenente Richard K. Meade.[N 5]

Il presidio era inquadrato nel 1º Reggimento d'Artiglieria e suddiviso tra la batteria E e la compagnia H; il capitano Foster e i tenenti Snyder e Meade appartenevano invece al Corpo dei Genieri. Alla guarnigione si aggiungevano una quarantina circa di operai impegnati nel completamento di Fort Sumter, per molti anni in stallo e infine abbandonato dopo la battaglia, e un civile, Edward Moale, cognato del capitano Foster.

## L'assedio

### Isolamento di Fort Sumter

#### Incidente dellaStar of the West
(Mary Chestnut sull'incidente della Star of the West)
Con la protezione dell'oscurità, il 26 dicembre 1860 Anderson trasferì in segreto tutta la propria guarnigione dal vecchio Fort Moultrie al più moderno e difendibile Fort Sumter. Le autorità confederate, subito allertate, considerarono questa operazione un atto ostile, chiedendo che il forte venisse subito evacuato e impossessandosi delle altre fortificazioni cittadine. Il presidente James Buchanan, ancora in carica in attesa dell'insediamento del suo successore Lincoln, previsto per il 4 marzo 1861, inizialmente tentennò, incerto se Anderson avesse agito entro l'autorità conferitagli dal proprio ruolo. Nel frattempo i sudisti, in previsione di futuri scontri, puntarono tutte le batterie di cannoni disponibili contro Fort Sumter, minacciando quindi di ricorrere alla violenza in caso di mancata resa in tempi brevi.

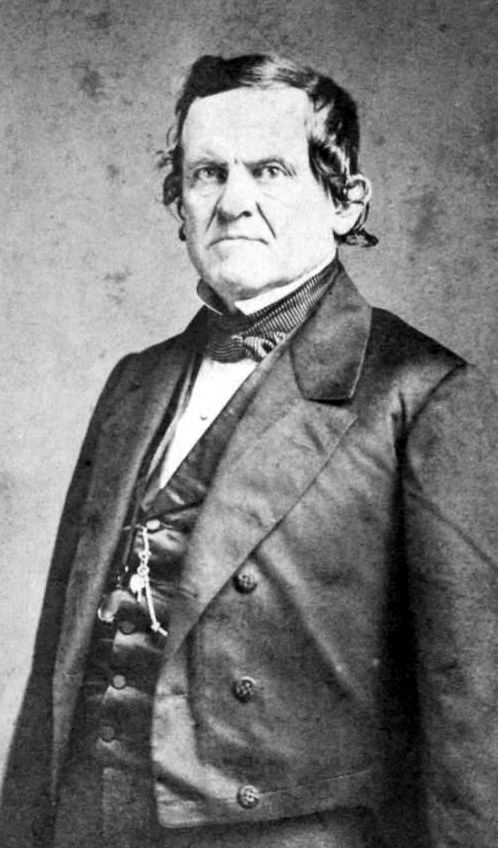
Francis W. Pickens, governatore della Carolina del Sud (confederato)

Appurata la ragionevolezza dell'iniziativa di Anderson, consigliato l'11 dicembre precedente dall'inviato governativo Don Carlos Buell su come comportarsi, Buchanan rigettò le richieste sudiste e inviò una spedizione di soccorso nel gennaio 1861 composta da 200 uomini di rinforzo e scorte per molti mesi. La Star of the West, la nave incaricata del rifornimento, giunse in vista di Charleston il 9 gennaio, ma le batterie costiere comandate dai sudisti, avvertite telegraficamente della sua partenza dal cronista del quotidiano Charleston Mercury a New York, le spararono contro impedendole di avvicinarsi, redendo così di fatto Fort Sumter isolato dal mondo esterno. Anderson venne duramente criticato per non aver fornito assistenza alla nave rispondendo al fuoco ribelle, in particolare dal suo vice Doubleday; probabilmente agì in tal modo per non esacerbare la già tesa situazione, evitando così di causare ulteriori scontri.

#### La tregua temporanea
L'incidente della Star of the West parve essere decisivo, addirittura il potenziale casus belli per lo scoppio della guerra. Ignorando tuttavia le pressioni di una parte della guarnigione per rispondere al fuoco, Anderson preferì evitare di inasprire le già tese relazioni con le autorità locali e rimase in attesa di ordini precisi da Washington, che tuttavia tardavano ad arrivare.
Un aiuto insperato per la guarnigione parve arrivare con l'insediamento del nuovo governatore della Carolina del Sud Francis W. Pickens, sudista oltranzista ma non per questo irragionevole; inizialmente Pickens chiese al forte di arrendersi, ma Anderson rifiutò garbatamente, e il governatore, cercando di non far scoppiare la guerra, optò per mantenere lo status quo senza ulteriori provocazioni. Questa tregua insperata venne accettata di buon grado da ambo le parti, che poterono così pensare a rafforzare le proprie posizioni all'interno di Chalreston in vista dell'ormai prossima battaglia.

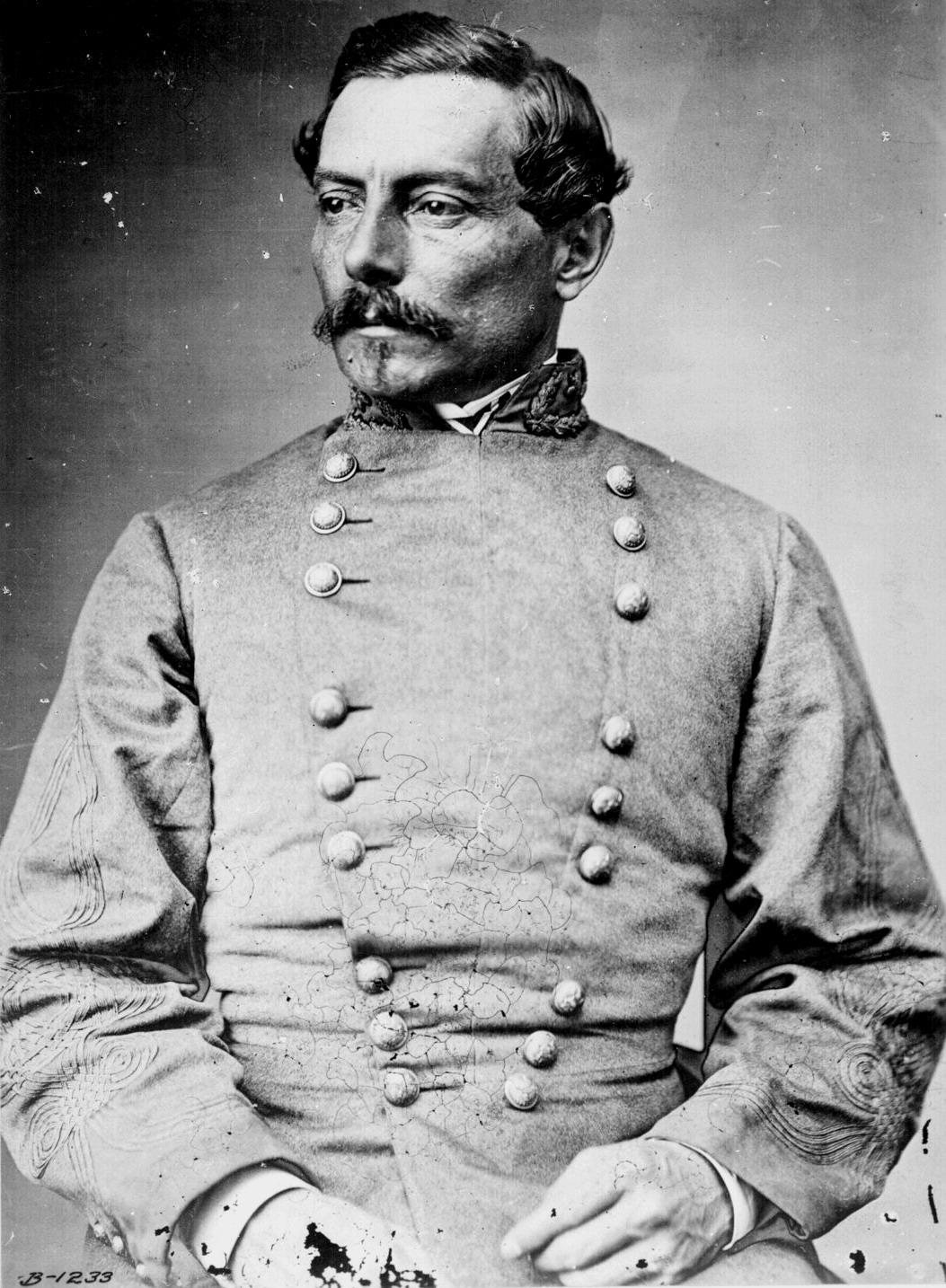
Il generale Pierre Beauregard, primo comandante in capo dell'esercito confederato

### Svolta nell'assedio

#### Arrivo di Beauregard
Lo stallo di Fort Sumter durò per due mesi, durante i quali gli unionisti di Anderson pensarono a trincerarsi dentro la fortezza, mentre i sudisti di Pickens ad attrezzarsi per infine espugnarla. Presto le difficoltà degli assediati furono lampanti: entro febbraio i difensori del forte avevano esaurito carburante, zucchero, sapone e candele, e l'imminenza della capitolazione era palese. Inoltre l'amministrazione Buchanan, ormai agli sgoccioli del proprio mandato e incapace di gestire la crisi, non dava più ordini precisi e le truppe erano di fatto lasciate a loro stesse.
A marzo, dopo la costituzione del governo degli Stati Confederati d'America, il generale Pierre Gustave Toutant de Beauregard vi aderì e prese il comando delle forze militari della Carolina del Sud. Il 27 febbraio il presidente sudista Jefferson Davis l'aveva nominato primo comandante dell'esercito confederato, col compito di prendere il comando dell'assedio per portarlo a compimento. Per ironia della sorte, Anderson era stato l'istruttore di artiglieria di Beauregard all'Accademia Militare degli Stati Uniti di West Point; i due erano stati molto vicini e Beauregard era divenuto l'assistente di Anderson dopo aver conseguito il diploma. Entrambe le parti passarono il mese di marzo esercitandosi e migliorando ulteriormente le proprie difese, mentre continuavano i colloqui in modo sporadico.

#### Insediamento e mosse di Lincoln
Il 4 marzo 1861 James Buchanan cedette finalmente il testimone ad Abraham Lincoln, eletto presidente degli Stati Uniti quattro mesi prima. Con la disgregazione degli Stati Uniti ormai imminente, durante il suo discorso inaugurale dichiarò che avrebbe «tenuto, occupato e mantenuto il possesso delle proprietà e i luoghi che appartenevano al governo», di fatto esplicitando l'adozione di una politica intransigente verso i secessionisti. Anderson scrisse subito a Lincoln, chiedendo urgentemente aiuto e denunciando la situazione disperata di Fort Sumter, che lo stesso Winfield Scott definì ormai irrimediabilmente compromessa.

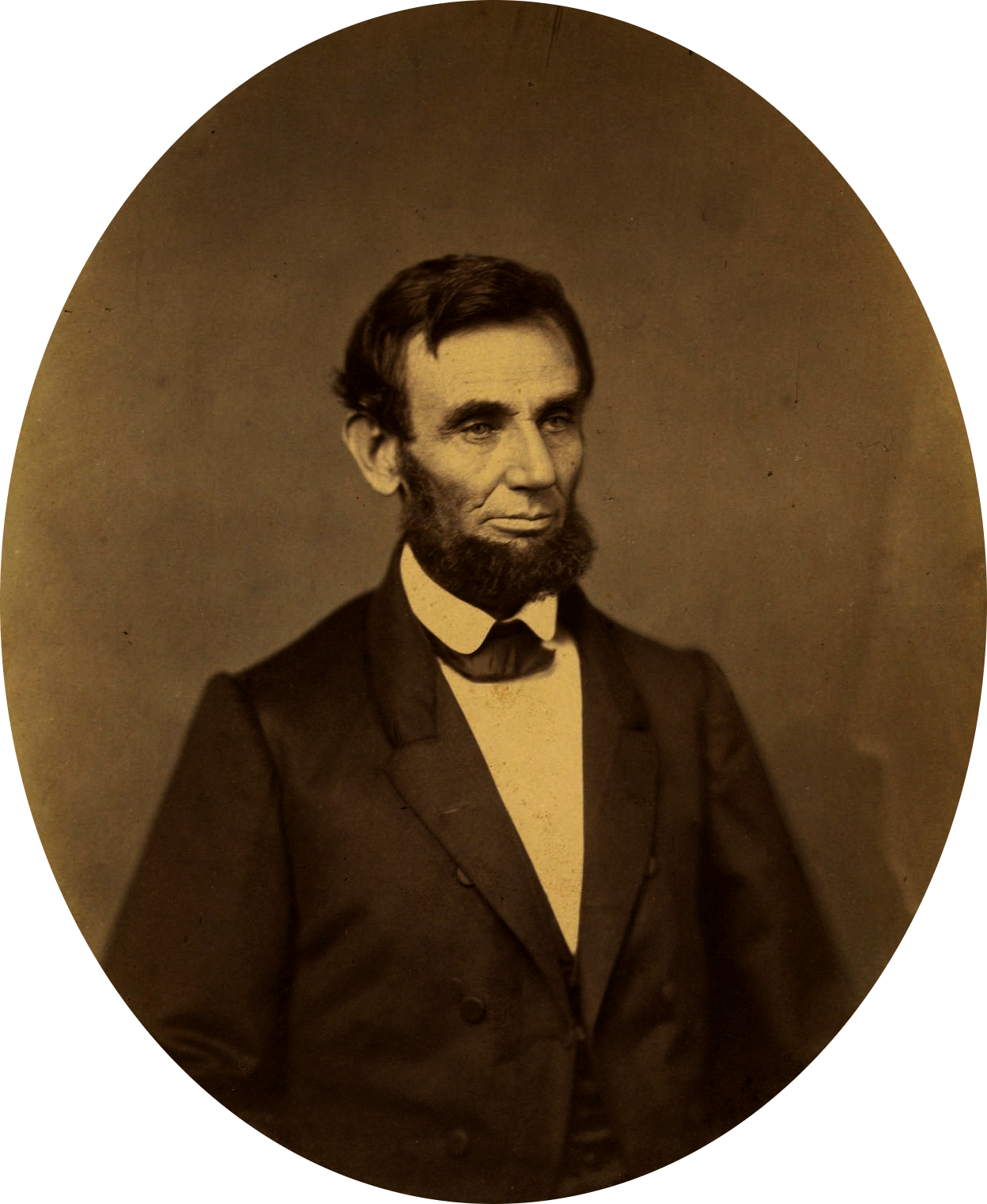
Fotoritratto ufficiale del presidente dell'Unione Abraham Lincoln (1861); le sue decisioni, a differenza di quelle dell'indeciso predecessore Buchanan, furono determinanti per lo scoppio della guerra

Tuttavia, a dispetto dell'evacuazione suggerita da Scott, Lincoln temeva che abbandonare Fort Sumter avrebbe rappresentato una colossale perdita di prestigio e l'ammissione dell'impotenza dell'Unione di fronte a quella che ormai si profilava sempre più come una ribellione in armi. Convinto quindi che qualsiasi cedimento sarebbe equivalso a riconoscere ufficialmente la legittimità della Confederazione, il presidente si oppose all'abbandono del forte e ordinò a Anderson e ai suoi uomini di continuare a presidiarlo fino alla fine. Pare inoltre che Lincoln fosse arrivato a dubitare della lealtà di Anderson e del suo superiore Scott alla causa unionista, e che quindi la manovra fosse volta a farli venire allo scoperto come traditori sudisti.
Il 6 aprile Lincoln notificò quindi al governatore Pickens che sarebbe presto stato effettuato «un tentativo per inviare solo provviste alimentari alla guarnigione di Fort Sumter, senza nessun altro sforzo di inviare uomini, armi o munizioni sprovvisto di ulteriore avviso, se non in caso di attacco al forte». Lincoln puntava quindi a forzare la mano ai sudisti: permettere ai rifornimenti di raggiungere Fort Sumter avrebbe significato prolungare indefinitamente l'assedio, e questo non sarebbe mai stato ammissibile per Beauregard, che avrebbe quindi dovuto reagire bombardando il forte oppure le navi di rifornimento, dando così al Nord il pretesto per denunciare la Confederazione come Stato aggressore e cominciare la guerra. Tre giorni più tardi la flottiglia di soccorso nordista partì quindi da New York al comando del capitano Gustavus Fox, diretta a Charleston per forzare il blocco sudista e rifornire Fort Sumter.
Beauregard, informato da un messo governativo della spedizione, chiese istruzioni all'amministrazione sudista. Il governo confederato decise, in una riunione d'emergenza nella capitale provvisoria Montgomery, di far aprire il fuoco su Fort Sumter nel tentativo di costringerlo alla resa prima dell'arrivo della flotta inviatagli in soccorso. Tra tutti i membri del gabinetto solamente il Segretario di Stato Robert Toombs fu contrario a questa decisione, e disse, secondo quanto riferito da Jefferson Davis: «L'attacco ci farà perdere ogni amico al Nord. Voi colpirete senza motivo un nido di calabroni... schiere di essi, ora quieti, ne sciameranno fuori e ci pungeranno a morte. Non è necessario. Ci mettiamo dalla parte del torto. Sarà fatale».
Ma la decisione ormai era presa, e le suppliche di Toombs rimasero inascoltate. Il governo sudista ordinò quindi a Beauregard di «non far arrivare rifornimenti a Fort Sumter per nessun motivo». Il generale si consultò quindi col governatore Pickens, che gli diede l'autorizzazione finale a bombardare Fort Sumter.

#### Ultime trattative e decisioni finali

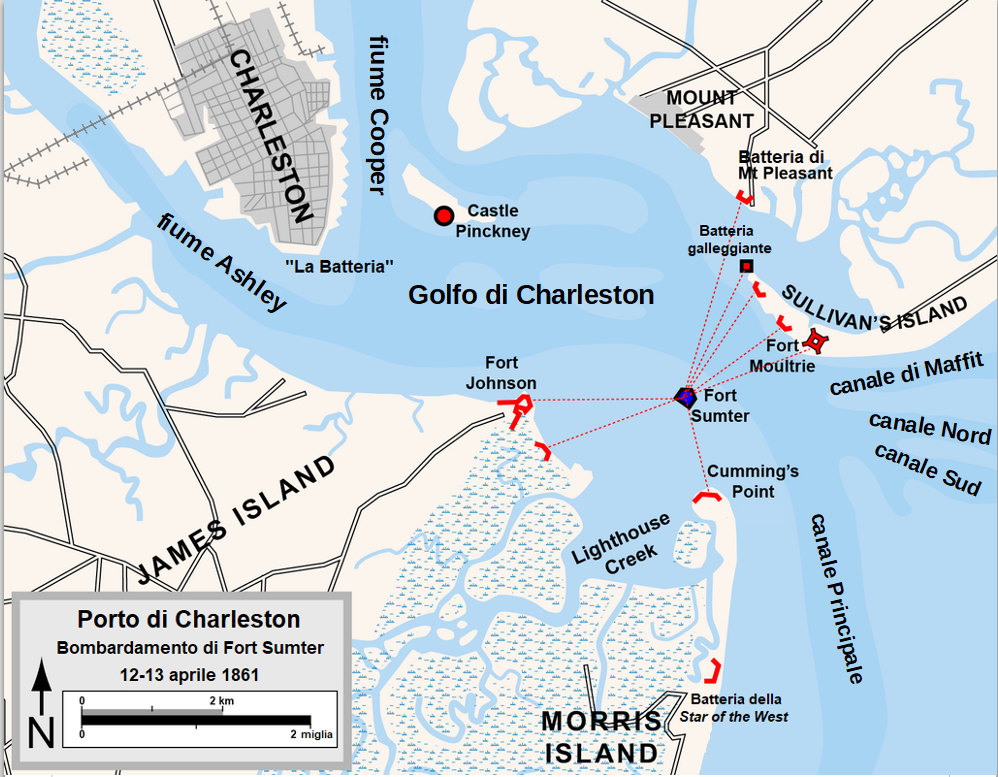
Mappa del sistema difensivo di Charleston, con al centro Fort Sumter; le righe rosse sono le linee di fuoco degli altri forti da cui era possibile colpirlo, e che quindi parteciparono al bombardamento; in basso è invece visibile la batteria costiera che provocò l'incidente della Star of the West

Il generale Beauregard, ben comprendendo le implicazioni delle manovre di Lincoln e degli ordini confederati, capì di non avere altra scelta che ottenere una rapida resa oppure bombardare il forte. L'11 aprile venne quindi fatto un ultimo tentativo di parlamentare: gli inviati sudisti James Chestnut, Stephen Lee e Alexander Chisholm raggiunsero in barca Fort Sumter presentando un ultimatum, i cui termini erano stati addolciti il più possibile da Beauregard per tentare di vincere la ritrosia di Anderson.
Il comandante della guarnigione si consultò con i propri uomini, portando alla loro conoscenza gli ordini segreti ricevuti tempo prima dal governo e spiegando loro come in quel momento una pur favorevole resa sarebbe stata disonorevole e al Nord li avrebbe quasi certamente esposti a accuse di alto tradimento, così com'era già successo ad altri militari arresisi ai sudisti nei mesi precedenti (il caso più eclatante riguardò il generale David E. Twiggs). Dopo un'ora di discussione, la guarnigione unionista raggiunse un verdetto unanime: nessuna richiesta di resa sarebbe stata accettata.
Dopo un breve ritorno a Charleston, i delegati sudisti raggiunsero di nuovo Fort Sumter nella notte del 12 aprile, informando Anderson che se non si fosse arreso nel giro di poche ore Beauregard avrebbe iniziato il bombardamento del presidio. Il comandante respinse ancora una volta l'ultimatum, dichiarando che avrebbe abbandonato il forte solo il 15 aprile e solo se non fossero giunti rinforzi governativi, affermando inoltre che avrebbe attaccato gli assedianti solo se essi avessero sparato per primi. I delegati, insoddisfatti, tornarono quindi sulla terraferma; la battaglia poteva dirsi iniziata.

## La battaglia

### Bombardamento di Fort Sumter

#### Inizio e svolgimento della battaglia
(Mary Chestnut sulla concitata notte del 12 aprile.)

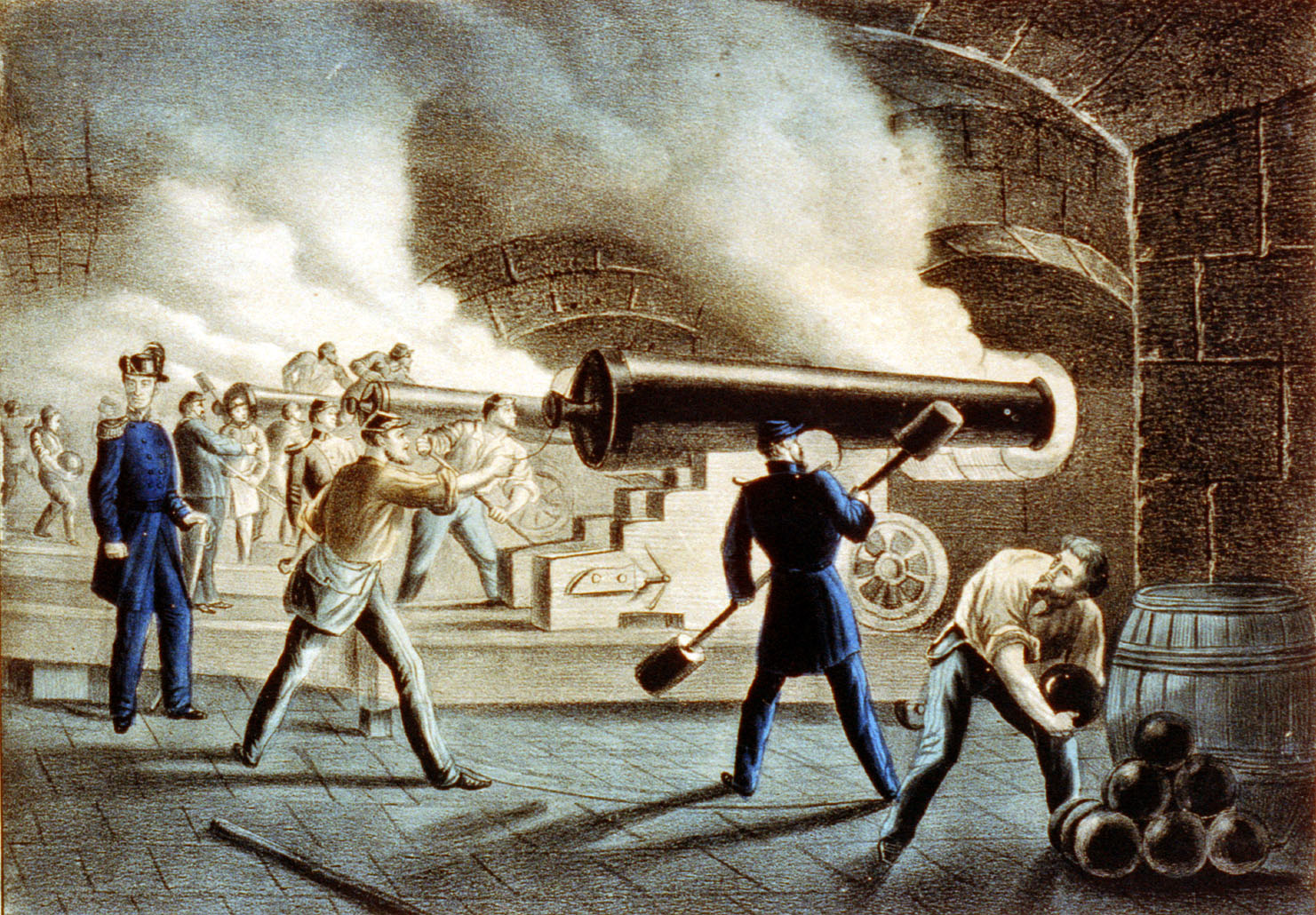
La guarnigione di Fort Sumter risponde al fuoco nemico (litografia, seconda metà del XIX secolo)

Alle 4:30 del 12 aprile 1861 i cannoni confederati, dopo una scarica di segnalazione partita da Fort Johnson, aprirono il fuoco contro Fort Sumter, dando inizio al bombardamento. Inizialmente perlopiù dimostrativi, col sorgere del sole i colpi sudisti divennero più accurati e cominciarono effettivamente a colpire il forte, anche se durante tutto l'assedio le condizioni atmosferiche si mantennero incerte, con frequenti piogge e banchi di nebbia che riducevano di molto la visibilità.
Non c'è assoluta certezza su chi sia stato a sparare il primo colpo della guerra. L'opportunità era stata offerta all'avvocato e politico Roger A. Pryor, che in quei giorni stava infiammando le folle sudiste con violente arringhe, ma egli l'aveva rifiutata. Sono quindi due gli individui che potrebbero averlo fatto: Edmund Ruffin, un noto secessionista che aveva viaggiato fino a Charleston per essere presente all'inizio della guerra e che divenne uno dei principali propagandisti confederati, oppure il capitano George S. James, comandante di Fort Johnson. Il primo proiettile a colpire Fort Sumter arrivò dopo pochi istanti: sparato da Cummings Point (probabilmente da Edmund Ruffin), centrò un magazzino e quasi uccise il capitano Doubleday, che aveva cominciato a risiedere lì da alcuni giorni.
Per minimizzare le perdite e il consumo di munizioni, Anderson fece rispondere al fuoco solo dopo l'alba e organizzò tre diverse turnazioni di servizio per i suoi uomini, ordinando loro di tenersi al riparo e di rispondere ai colpi avversari solo quando fossero sicuri di andare a segno. La prudenza di Anderson permise quindi ai nordisti, nonostante le 34 ore ininterrotte di bombardamento, di non registrare nessun morto e solo pochi feriti durante gli scontri.

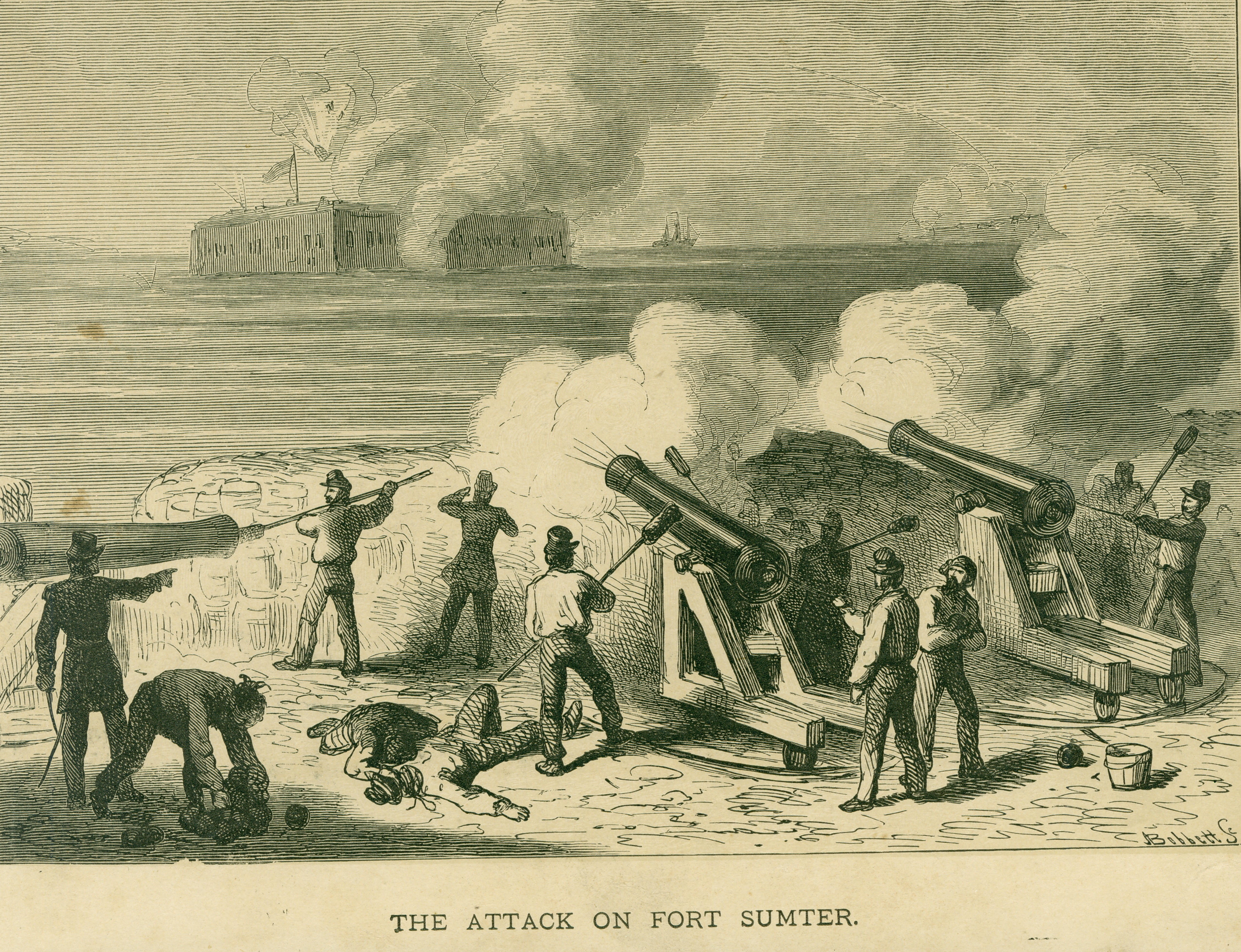
I confederati bombardano Fort Sumter (incisione, ca. 1861-65)

L'andamento della battaglia fu quanto mai peculiare: la posizione di Fort Sumter a largo nella baia di Charleston era infatti pensata per difendersi da un attacco navale, non da uno proveniente dalla terraferma, e quindi la gittata dei cannoni del forte era minore rispetto alla distanza che lo separava dalla costa. Come infatti scoprì il capitano Doubleday, anche il più preciso dei colpi nordisti faticava a raggiungere le batterie nemiche, e anche nel caso in cui avesse colpito il bersaglio esso era talmente ben protetto da subire danni trascurabili. I maggiori danni prodotti dai nordisti si registrarono al già malridotto Fort Moultrie occupato dai sudisti, dove un cannone venne colpito e reso inutilizzabile e il palo centrale dove sventolava la bandiera confederata abbattuto.
Lo stesso stallo si verificò anche da parte confederata: i cannoni sudisti, benché in grado di colpire il forte, si dimostrarono inefficaci contro le sue difese, producendo danni marginali e provocando solo pochi feriti tra la guarnigione, abilmente trincerata dietro le ben difese mura del forte. La battaglia di Fort Sumter si trasformò quindi presto in una prova di resistenza, che sarebbe perdurata fino allo sfiancamento di una delle due parti e alla conseguente resa. Cosa inusuale e che avrebbe caratterizzato anche la fase iniziale della guerra civile, agli scontri assistettero migliaia di spettatori, accorsi da tutte le zone limitrofe per godersi lo "spettacolo", spesso inconsapevoli di star potenzialmente rischiando la vita.

#### Inattività dei rinforzi nordisti
Dopo poche ore dall'inizio del bombardamento la flotta nordista arrivò in vista di Charleston. La situazione dei rinforzi era tuttavia difficile: una burrasca aveva diviso le imbarcazioni militari da quelle che trasportavano i rifornimenti, e solo le prime erano state abbastanza veloci da raggiungere il luogo della battaglia quando essa era appena iniziata.
Il capitano Fox, non sapendo se i rifornimenti sarebbero giunti in tempo, si trovò quindi a dover decidere se tentare comunque di forzare il blocco sudista e intromettersi nella battaglia in corso, oppure se rinunciare a ogni azione e attendere l'esito degli scontri. La disorganizzazione della sua flotta lo spinse infine a non agire, e si trovò quindi costretto ad assistere impotente al perpetuarsi del bombardamento senza poter portare soccorso al forte assediato a solo poche miglia di distanza. I confederati, scorgendo le navi unioniste ancorate al largo, non riuscivano a spiegarsi il motivo della loro inazione, ma scelsero di ignorarle e di concentrarsi sull'attacco al forte.

#### Prosieguo della battaglia

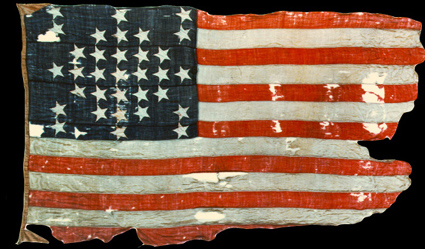
La bandiera a 33 stelle di Fort Sumter

Lo scambio di colpi proseguì intensamente per tutto il 12 aprile, salvo poi quietarsi una volta calato il sole. I nordisti smisero del tutto di rispondere al fuoco per conservare le munizioni, mentre i sudisti continuarono per tutta la notte a lanciare scariche di colpi ogni quindici-venti minuti, producendo danni trascurabili al forte ma rendendo difficile il riposo ai suoi occupanti.
Al sorgere del sole il bombardamento riprese con più violenza, e alle 8:30 un colpo confederato centrò i quartieri degli ufficiali del forte, la sezione più esposta del sistema di difesa, provocando un incendio e coprendo Fort Sumter di una coltre di fumo nero che rendeva difficile la respirazione dei difensori. L'arsenale del forte si trovò prossimo ad essere avvolto dalle fiamme, con i difensori che riuscirono a evitare un'esplosione solo gettando in mare i barili di polvere da sparo e ricoprendo tutti gli ingressi dell'arsenale di terra, isolandolo così dal fuoco. Tuttavia il bombardamento persistente e l'intensità dell'incendio provocarono nelle ore successive numerose esplosioni interne all'arsenale, che pur rimanendo contenute minarono la stabilità del forte, facendolo crollare parzialmente in più punti e rompendone tutte le finestre.

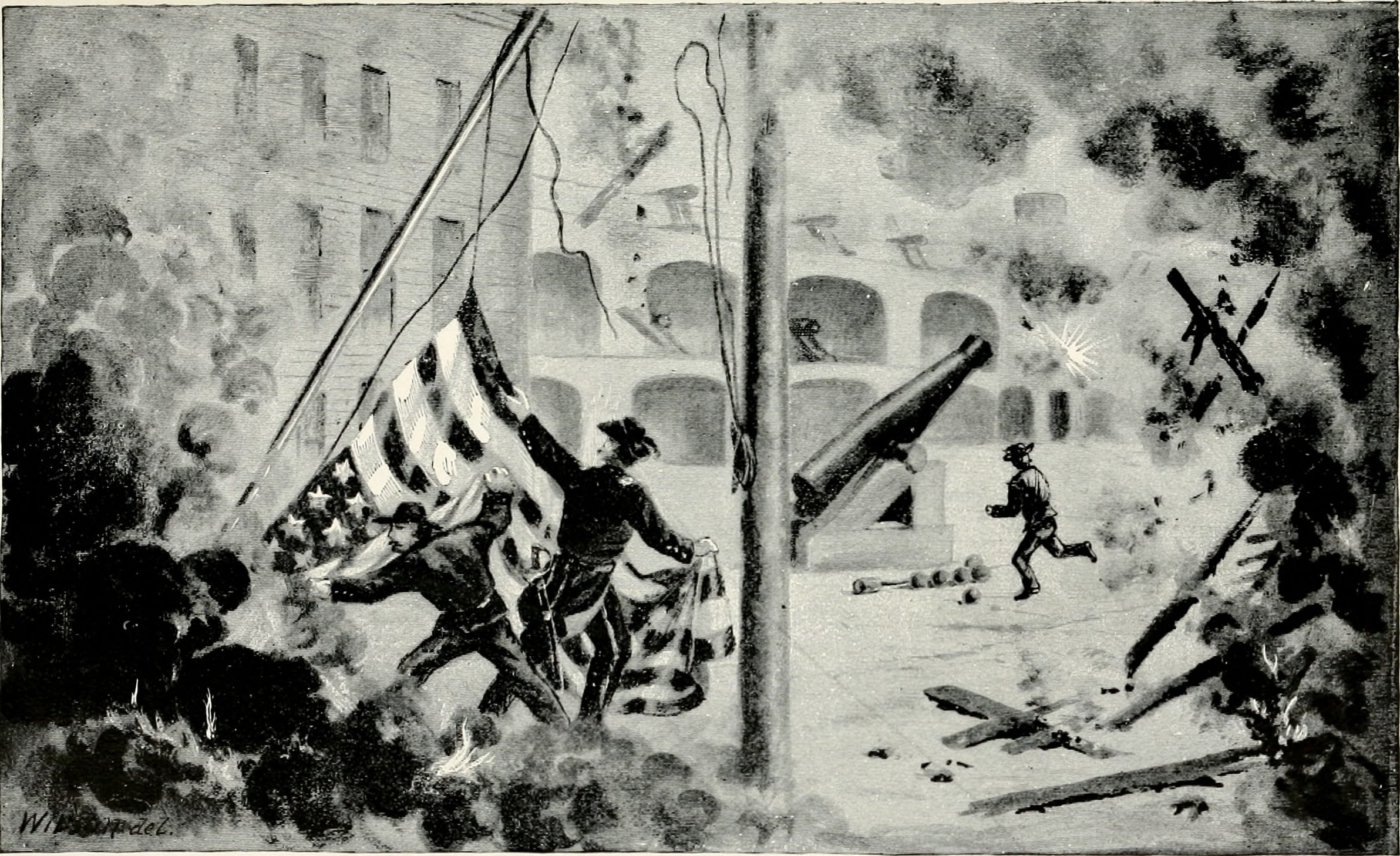
Abbattimento della bandiera di Fort Sumter (illustrazione, 1894)

Alle 12:50 arrivò un altro colpo per i nordisti: una palla di cannone colpì il palo della bandiera del forte, abbattendola e privando così i difensori del loro principale punto di riferimento. Il sergente Peter Hart la riappese poco dopo alle mura del forte, ma la simbolica caduta della bandiera nemica convinse Beauregard che ormai la resa unionista era imminente, così inviò nuovamente i propri delegati per parlamentare.

### La resa

#### Intromissione di Wigfall
I delegati ufficiali, avvistando la bandiera nemica nuovamente issata e credendo quindi che il forte non si sarebbe arreso, arrivati a circa metà della baia invertirono la rotta e tornarono indietro. Determinante fu tuttavia la contemporanea iniziativa personale del colonnello Louis Wigfall, politico texano che aveva assistito al bombardamento e che giudicò di poter finalmente richiedere la resa del forte.
Wigfall, senza essersi precedentemente consultato con Beauregard e rischiando quindi di venire a sua volta bombardato, raggiunse in poco tempo il forte e alle 13:30 presentò a Anderson un'improvvisata richiesta di resa. Il comandante unionista, vista la situazione disperata della guarnigione e credendo che Wigfall agisse in nome delle autorità sudiste, accettò l'offerta e ordinò di issare bandiera bianca.

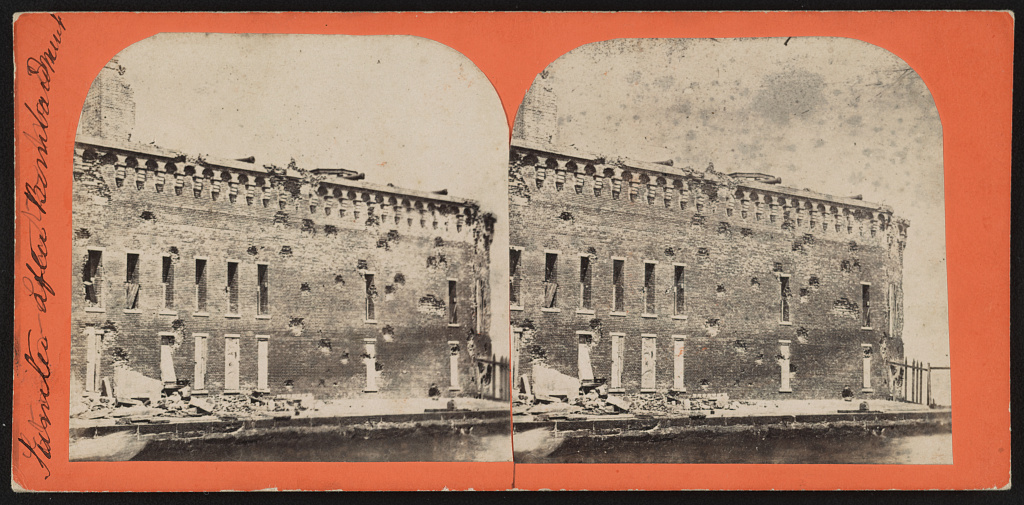
La facciata di Fort Sumter crivellata dai colpi confederati (fotografie, aprile 1861)

Poco dopo la partenza di Wigfall giunse tuttavia anche la delegazione ufficiale, che aveva ancora cambiato rotta una volta avvistata la bandiera bianca, la quale comunicò al comandante del forte che in realtà il precedente inviato non aveva avuto alcuna autorità per trattare. Furioso per l'equivoco Anderson minacciò di far riprendere gli scontri, ma venne infine convinto ad attendere una conferma della resa provvisoria da parte di Beauregard. Alle 19:00 arrivò infine la conferma del generale avversario, e Anderson garantì che il giorno successivo la guarnigione avrebbe abbandonato il forte. La battaglia poteva dirsi conclusa, con nessun morto da ambo le parti.

#### Resa degli unionisti e occupazione dei confederati
Alla notizia della resa di Fort Sumter la città di Charleston cadde preda dell'euforia: le campane presero a suonare a festa e vennero fatti scoppiare numerosi fuochi artificiali. I nordisti passarono invece tutto il 13 aprile a raccogliere le proprie cose e a prepararsi per la resa del giorno successivo, che Anderson voleva comunque gestire in proprio comandando 100 salve in onore della bandiera americana.

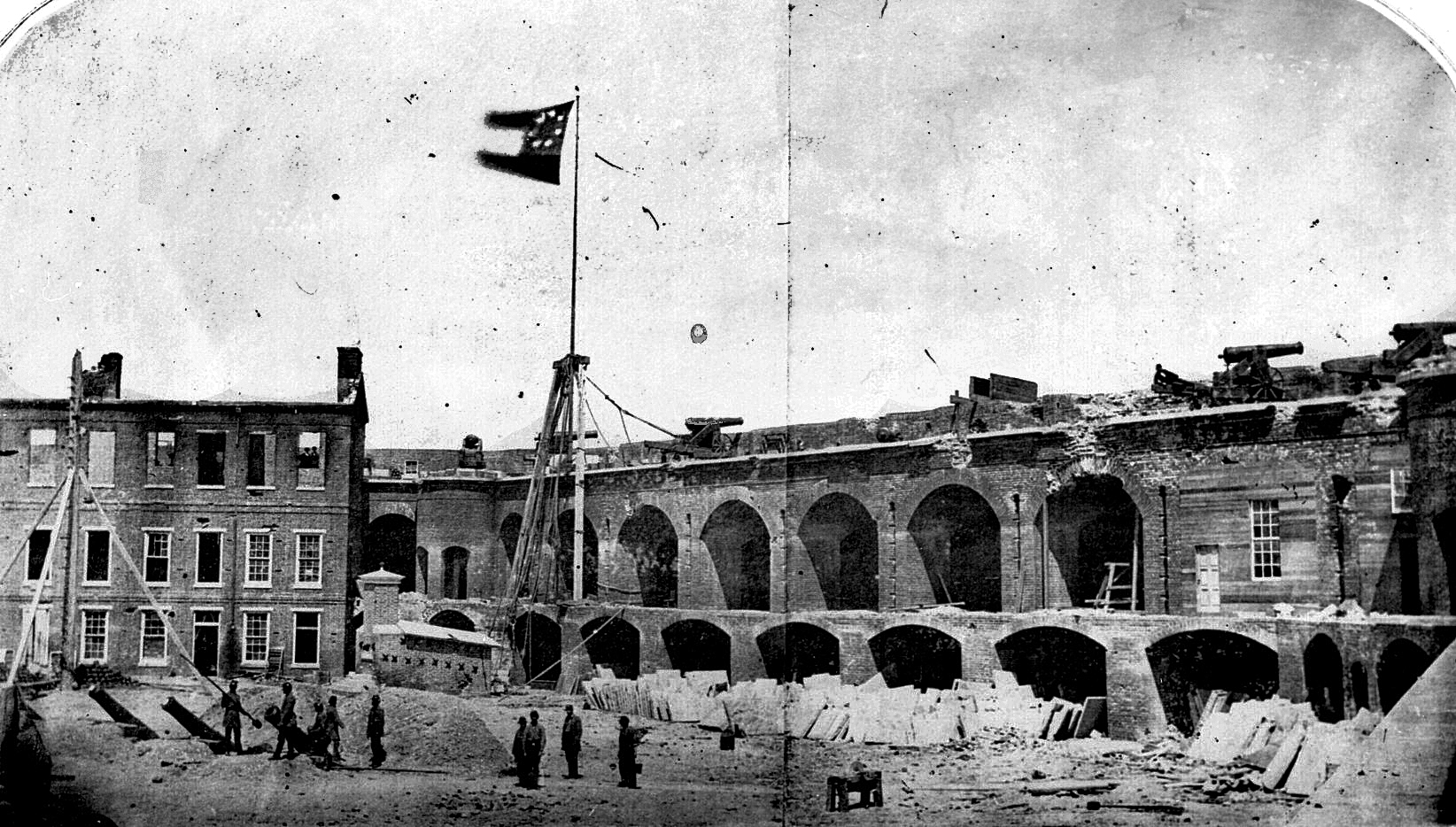
Il Forte dopo la resa; al centro spicca la bandiera confederata

Il 14 aprile 1861 la baia si riempì d'imbarcazioni cariche di spettatori, intenzionati ad assistere al memorabile evento, mentre alla flottiglia di Fox venne permesso di entrare nel porto solo per prelevare gli uomini della guarnigione e andarsene subito. Il comandante Anderson, radunati tutti gli uomini nella piazza principale di Fort Sumter, fece iniziare le 100 salve commemorative programmate, ma giunto alla cinquantesima un frammento colpì violentemente un deposito di munizioni, che esplose ed uccise un soldato della guarnigione, Daniel Hough, ferendone mortalmente un altro, Edward Galloway, e causando diversi feriti. Si ebbe quindi il primo morto della guerra civile americana, conseguenza in realtà di un incidente fortuito.
Anderson, temendo ulteriori incidenti, decise di interrompere la cerimonia per seppellire il caduto, interrato nella piazza di Fort Sumter con tutti gli onori militari. Terminato l'improvviso funerale, i nordisti uscirono quindi dalla fortezza intonando Yankee Doodle e vennero imbarcati sul traghetto destinato a portarli sulle navi di Fox, ma dovettero attendere per alcune ore l'alta marea per poter finalmente uscire da Charleston e fare vela verso New York. Come da termini della resa, Anderson aveva portato con sé anche la bandiera del forte, ormai semi-distrutta e simbolo della resistenza governativa.
Subito dopo l'abbandono delle truppe di Anderson quelle di Beauregard entrarono nel forte e vi issarono la bandiera degli Stati Confederati d'America, sancendo la fine del controllo unionista sulla Carolina del Sud.

## Conseguenze

### Politiche

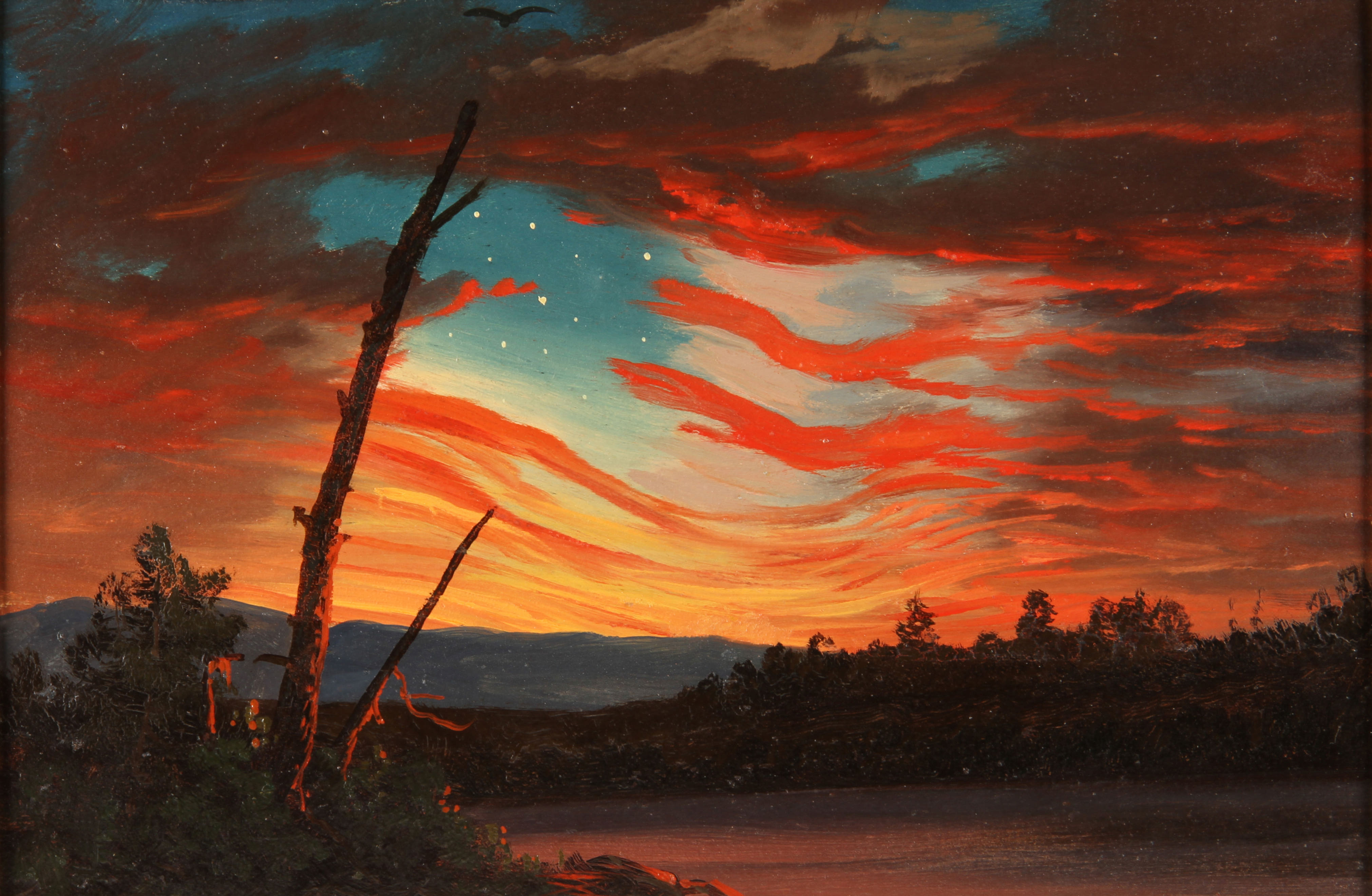
Our Banner in the Sky ("La nostra bandiera in cielo"), dipinto patriottico unionista di Frederic Edwin Church (1861)

La battaglia di Fort Sumter convinse definitivamente l'opinione pubblica nordista che ormai non c'era più trattativa possibile con i ribelli del Sud, e il sentimento nazionale ne venne di conseguenza rafforzato. Anderson, stravolto dall'esperienza e a malapena cosciente, una volta giunto a New York venne accolto da grandi folle in festa, così come il resto degli uomini della guarnigione, celebrati come degli eroi e osannati quasi all'unanimità dalla stampa.
Come prospettato dai timori prebellici, la battaglia di Fort Sumter segnò il punto di rottura nei rapporti Nord-Sud: il 15 aprile 1861, giorno successivo alla resa di Anderson, Lincoln radunò la milizia degli Stati rimanenti per cercare di riconquistare le installazioni perdute, iniziando così le prime campagne della guerra civile americana. Dopo i fatti di Charleston le opinioni pubbliche dei due Stati belligeranti erano galvanizzate, e decine di migliaia di volontari vennero subito reclutati sia dall'Unione che dalla Confederazione. L'attacco a Fort Sumter fece inoltre scomparire la maggior parte del supporto alla causa sudista negli Stati del Nord, che da allora in poi divennero saldamente unionisti.
Nonostante la vittoria confederata di Fort Sumter, Charleston rimase un teatro di guerra attivo per tutto il resto del conflitto. La flotta unionista, applicando il piano Anaconda, pattugliava i mari del Sud e impediva alle navi nemiche di entrare e uscire dai porti, e le frequenti incursioni lungo la costa resero in breve tempo la città un posto insicuro e sempre sotto minaccia di un attacco nordista. Fort Sumter in particolare fu oggetto nel 1863 di una seconda battaglia, svoltasi in modo analogo ma a parti invertite (i confederati assediati e gli unionisti ad assediare) e risoltasi in una, seppur temporanea, vittoria sudista.
La guerra che seguì durò quattro anni, terminando nell'aprile 1865 con la resa del generale confederato Robert Edward Lee ad Appomattox. Il conflitto avrebbe causato complessivamente 620 000 morti, col sistema schiavista infine abolito e col Sud occupato dal Nord per alcuni anni durante la cosiddetta era della ricostruzione.

### Personali
Sia Robert Anderson che Pierre Beauregard vennero definiti "eroe di Fort Sumter", il primo per l'eroica resistenza e il secondo per il successo nel catturare il forte. Se non la carriera, quantomeno la fama di entrambi sarebbe stata enormemente avvantaggiata dalla memoria di Fort Sumter, nonostante nei fatti il primo si fosse arreso e il secondo gli avesse concesso termini assai generosi, che non avrebbero mai visto eguali nel corso del successivo conflitto.

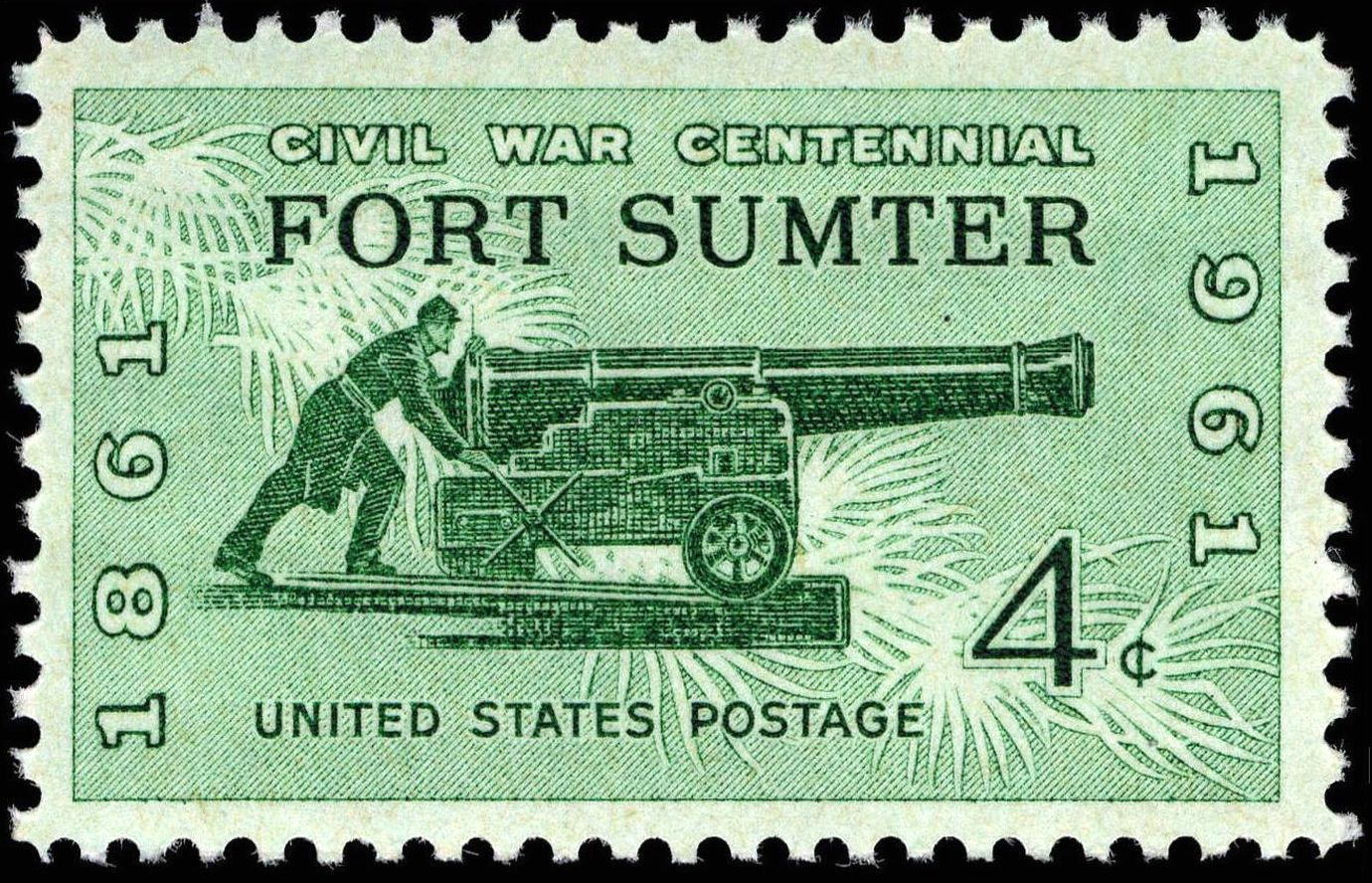
Il francobollo commemorativo Fort Sumter Centennial (1961)

Robert Anderson, già pochi giorni dopo la battaglia, ne fornì un esatto resoconto al New York Times che lo pubblicò il 19 aprile 1861, consolidandone ulteriormente la fama. Oltre a Anderson, buona parte degli ufficiali nordisti che avevano partecipato alla difesa di Fort Sumter avrebbero fatto carriera nell'esercito statunitense e raggiunto il grado di generale, in parte favoriti proprio dalla condotta tenuta durante la prima battaglia della guerra. Lo stesso Anderson venne dapprima promosso brigadier generale e gli venne assegnato il comando militare del suo Stato nativo, il Kentucky, ma la salute declinante lo costrinse infine al ritiro dal servizio attivo nel 1863.
Anche la carriera di Pierre Beauregard beneficiò della vittoria di Fort Sumter: divenne sin da subito uno dei comandanti di spicco dell'esercito confederato, dapprima come vice di Joseph E. Johnston e infine come comandante in proprio dell'Armata confederata del Tennessee quando il generale Albert Sidney Johnston venne ucciso in combattimento. Costretto ad arretrare sempre più verso l'interno degli Stati Confederati dall'incessante pressione unionista durante le prime campagne del teatro occidentale, venne infine sfiduciato dal presidente Jefferson Davis e sostituito da Braxton Bragg. Assegnato alla difesa della costa orientale, si occupò di difendere nuovamente Charleston e dintorni (come ad esempio durante la prima e la seconda battaglia di Fort Wagner). Intuendo inoltre l'imminente attacco unionista del 1864 contro Richmond, riuscì a fortificare in extremis la capitale confederata, salvandola così temporaneamente dalla conquista e impantanando le truppe nemiche nel dispendioso assedio di Petersburg, una delle peggiori battaglie del conflitto. Dopo la guerra tornò nello Stato natale della Louisiana e servì per molti anni nell'amministrazione governativa.
Il 14 aprile 1865, quattro anni dopo la resa del presidio, Robert Anderson (per l'occasione richiamato in servizio e promosso maggior generale) durante una suggestiva cerimonia simbolica innalzò nuovamente la bandiera americana, quello stesso vessillo crivellato di colpi nel giorno della battaglia, sulle rovine di Fort Sumter, completamente distrutto dagli scontri del 1863.

## Commemorazione
La battaglia di Fort Sumter, per la sua enorme importanza e per l'eroismo di chi la combatté, è rimasta a lungo nella memoria collettiva statunitense. Nel 1961, nel centenario della battaglia, il governo americano emise un francobollo commemorativo, il Fort Sumter Centennial, di colore verde, dal costo di 4 centesimi e raffigurante un ufficiale unionista nell'atto di caricare un cannone. Ne vennero emessi 120 milioni di esemplari, e il francobollo venne simbolicamente emesso dall'ufficio postale di Charleston, luogo della battaglia.

### Annotazioni
1. ↑  In seguito all'esplosione di un deposito di munizioni dopo la fine della battaglia vi furono 1 morto accidentale e 4 feriti, di cui 1 mortalmente. Cfr.' Anderson 1861, col. 5.
2. ↑  Edmund Ruffin, uno dei fire-eater (secessionisti) più estremi, cominciò ad inviare ai governatori degli Stati del Sud alcune delle picche appartenute a John Brown con appesi biglietti che dicevano: «Campione dei favori che vogliono farci i nostri fratelli nordisti». Cfr. Cooper 2012, p. 21.
3. ↑  In realtà anche l'esatta composizione della guarnigione di Fort Sumter è incerta, con cifre variabili tra i 75 e gli 85 uomini a seconda delle fonti; Abner Doubleday fornisce una lista degli uomini impiegati nella difesa di Fort Sumter, ma rievocando gli eventi a memoria e a distanza di quindici anni potrebbe aver commesso degli errori. Cfr. Doubleday 1876, pp. 179-181.
4. ↑  Talbot ricevette il brevetto di capitano durante una missione da staffetta a Washington subito prima di rientrare a Fort Sumter. Cfr. Milby Burton 1970, p. 35.
5. ↑  Meade fu l'unico difensore del forte a passare in seguito dalla parte confederata: rientrato nel suo stato natale della Virginia, dietro pressione della famiglia si arruolò nell'esercito sudista e morì a Petersburg nel 1862 durante un'epidemia. Cfr Doubleday 1876, p. 176.
6. ↑  Sua moglie Mary Chestnut risulta una delle principali fonti sudiste sulla vicenda di Fort Sumter, in quanto annotò sul suo diario un resoconto dettagliato degli avvenimenti. Cfr. Chestnut 1861.
7. ↑  Pryor stesso rischiò di diventare la prima vittima della guerra civile: raggiunto Fort Sumter durante uno dei vari tentativi di trattare la resa, ingerì per errore una gran quantità di ioduro di potassio in forma liquida credendo che fosse whisky, e il dottor Crawford fu costretto a praticargli una lavanda gastrica per evitare che morisse avvelenato. Cfr. Milby Burton 1970, p. 54 e Doubleday 1876, p. 170.
8. ↑  La principale fonte che accredita Ruffin come l'iniziatore della guerra civile è Abner Doubleday, che vi aveva già avuto a che fare nei mesi precedenti a causa della sua attività di agitatore sudista. Cfr. Doubleday 1876, pp. 16 e 143.
9. ↑  Mary Chestnut, assistendo al bombardamento da un tetto, rischiò di bruciare viva quando un camino vicino a lei venne scosso dalle esplosioni e le fece finire addosso delle scintille che le incendiarono il vestito. Cfr. Chestnut 1861, p. 36.
10. ↑  Il forte non aveva bandiere bianche proprio per la volontà di non arrendersi, ma Wigfall ne aveva portata una con sé per l'occasione. Cfr. Anderson 1861, col 5 e Milby Burton 1970, p. 52.
11. ↑  Doubleday dubita che i confederati non abbiano avuto perdite, e considera le dichiarazioni sudiste come mera propaganda; in particolare ritiene che vi siano stati alcuni morti a Fort Moultrie, probabilmente reclute irlandesi fresche, che vennero seppelliti in segreto per non demoralizzare i sudisti vittoriosi. Cfr. Doubleday 1876, pp. 167-169.
12. ↑  Gli unici a non trarre grandi benefici furono Snyder, Talbot e Meade, i primi due perché morirono dopo pochi mesi e il terzo perché passò ai confederati, morendo anch'egli poco dopo. Cfr. Doubleday 1876, p. 177.

### Riferimenti
1. ↑  (EN) Fort Sumter, su nps.gov (archiviato dall'url originale il 18 maggio 2008).
2. 1 2 3 4 5 6 7 8 9 10 11 12 13 14 15 16 17 18 19 20 21 22 23  Barbero 2021.
3. 1 2 3  Eicher 2001, p. 42.
4. 1 2  McPherson 1988, p. 74.
5. 1 2 3  Cooper 2012, p. 4.
6. 1 2 3  Eicher 2001, p. 43.
7. ↑  McPherson 1988, p. 76.
8. ↑  Burgess 2004, pp. 76-78.
9. ↑  McPherson 1988, pp. 4-5.
10. 1 2  Cooper 2012, p. 20.
11. ↑  McPherson 1988, p. 6.
12. ↑  McPherson 1988, p. 7.
13. ↑  McPherson 1988, pp. 32-33.
14. ↑  McPherson 1988, pp. 7-8.
15. ↑  Cooper 2012, p. xiv.
16. 1 2 3  McPherson 1988, p. 8.
17. 1 2 3  Eicher 2001, p. 44.
18. ↑  McPherson 1988, pp. 168-169.
19. ↑  McPherson 1988, p. 169.
20. 1 2  Cooper 2012, p. xv.
21. ↑  Burgess 2004, pp. 36-44.
22. ↑  Cooper 2012, p. 10.
23. ↑  Burgess 2004, p. 32.
24. ↑  McPherson 1988, p. 221.
25. 1 2  Cooper 2012, p. 5.
26. ↑  Burgess 2004, p. 1.
27. ↑  Burgess 2004, p. 47.
28. ↑  Burgess 2004, pp. 59-62 e 68-69.
29. ↑  McPherson 1988, p. 223.
30. ↑  Cooper 2012, p. 17.
31. ↑  Milby Burton 1970, p. 1.
32. ↑  Chestnut 1861, p. 3.
33. 1 2 3 4 5 6 7  Eicher 2001, p. 35.
34. ↑  Cooper 2012, p. 3.
35. 1 2 3 4 5 6 7 8 9  Kennedy 1998, p. 1.
36. 1 2 3 4  Eicher 2001, p. 33.
37. ↑  Doubleday 1876, p. 14.
38. 1 2 3 4  Eicher 2001, p. 34.
39. ↑  Doubleday 1876, p. 15.
40. 1 2  Anonimo di Charleston 1861, p. 28.
41. 1 2  Doubleday 1876, p. 5.
42. 1 2 3 4  Anonimo di Charleston 1861, p. 34.
43. 1 2 3 4 5  McPherson 1988, p. 264.
44. 1 2  Cooper 2012, p. 115.
45. 1 2  McPherson 1988, p. 263.
46. ↑  Silkenat 2019, p. 20.
47. 1 2  Milby Burton 1970, p. 6.
48. ↑  Doubleday 1876, p. 41.
49. ↑  Doubleday 1876, pp. 19 e 37.
50. ↑  Doubleday 1876, pp. 14-15.
51. ↑  Milby Burton 1970, p. 5.
52. ↑  Doubleday 1876, p. 55.
53. 1 2 3  Silkenat 2019, p. 21.
54. ↑  Doubleday 1876, p. 47.
55. ↑  Milby Burton 1970, pp. 12-13.
56. ↑  Milby Burton 1970, p. 4.
57. ↑  Doubleday 1876, pp. 22-23.
58. ↑  Doubleday 1876, pp. 23-24.
59. ↑  Chestnut 1861, p. 31.
60. 1 2  McPherson 1988, p. 265.
61. ↑  Doubleday 1876, pp. 63-67.
62. 1 2  Burgess 2004, p. 93.
63. ↑  Harris 1862, p. 3.
64. ↑  Doubleday 1876, pp. 70-76.
65. ↑  Harris 1862, p. 41.
66. ↑  Milby Burton 1970, pp. 7-8.
67. ↑  Doubleday 1876, pp. 92-93.
68. ↑  Milby Burton 1970, p. 17.
69. ↑  Harris 1862, p. 23.
70. ↑  Milby Burton 1970, pp. 17-18.
71. 1 2 3  Silkenat 2019, p. 22.
72. 1 2 3  McPherson 1988, p. 266.
73. ↑  Doubleday 1876, pp. 102-103.
74. ↑  Doubleday 1876, pp. 50-52 e 90-91.
75. 1 2  Silkenat 2019, p. 28.
76. ↑  Harris 1862, p. 24.
77. ↑  Milby Burton 1970, p. 19.
78. ↑  Harris 1862, p. 4.
79. ↑  Harris 1862, p. 27.
80. ↑  Harris 1862, p. 28.
81. ↑  Doubleday 1876, pp. 113-114.
82. ↑  Milby Burton 1970, pp. 23-24.
83. ↑  Doubleday 1876, p. 112.
84. 1 2 3  Silkenat 2019, p. 24.
85. ↑  Doubleday 1876, pp. 112-113.
86. ↑  Milby Burton 1970, p. 33.
87. 1 2 3  McPherson 1988, p. 267.
88. ↑  Milby Burton 1970, p. 31.
89. 1 2 3 4 5 6 7  Eicher 2001, p. 36.
90. 1 2 3 4  Kennedy 1998, p. 3.
91. ↑  Silkenat 2019, p. 25.
92. ↑  Silkenat 2019, pp. 25-26.
93. ↑  Cooper 2012, p. 231.
94. ↑  Silkenat 2019, p. 26.
95. ↑  Harris 1862, p. 38.
96. ↑  McPherson 1988, p. 272.
97. ↑  Doubleday 1876, pp. 138-139.
98. ↑  Harris 1862, pp. 39-40.
99. ↑  Silkenat 2019, p. 27.
100. ↑  McPherson 1988, p. 271.
101. 1 2  Doubleday 1876, p. 139.
102. 1 2 3  McPherson 1988, p. 273.
103. 1 2 3 4  Kennedy 1998, p. 4.
104. ↑  Chestnut 1861, pp. 32-33.
105. ↑  Anonimo di Charleston 1861, p. 3.
106. ↑  Doubleday 1876, pp. 140-141.
107. ↑  Milby Burton 1970, p. 38.
108. 1 2 3 4 5 6 7  Anderson 1861, col. 4.
109. ↑  Silkenat 2019, p. 29.
110. 1 2  Milby Burton 1970, p. 39.
111. ↑  Silkenat 2019, pp. 29-30.
112. ↑  Silkenat 2019, p. 37.
113. ↑  Silkenat 2019, p. 30.
114. 1 2  Eicher 2001, p. 37.
115. 1 2 3  Chestnut 1861, p. 35.
116. 1 2 3  Anonimo di Charleston 1861, p. 4.
117. ↑  Milby Burton 1970, p. 41.
118. 1 2 3 4  Milby Burton 1970, p. 42.
119. 1 2 3 4 5 6 7  Silkenat 2019, p. 31.
120. 1 2 3 4  Eicher 2001, p. 38.
121. ↑  Milby Burton 1970, pp. 43-44.
122. ↑  Chestnut 1861, p. 37.
123. 1 2  Milby Burton 1970, p. 44.
124. ↑  (EN) George S. James, su nps.gov.
125. ↑  Doubleday 1876, pp. 143-144.
126. ↑  Anonimo di Charleston 1861, p. 5.
127. 1 2 3  Eicher 2001, p. 39.
128. ↑  Doubleday 1876, pp. 146-148, 151 e 154.
129. 1 2  Milby Burton 1970, p. 45.
130. ↑  Doubleday 1876, p. 151.
131. ↑  Doubleday 1876, pp. 154-155.
132. ↑  Milby Burton 1970, p. 46.
133. ↑  Doubleday 1876, p. 149.
134. 1 2 3 4 5  Eicher 2001, p. 40.
135. ↑  Doubleday 1876, pp. 149-151.
136. 1 2  Milby Burton 1970, p. 48.
137. 1 2  Milby Burton 1970, p. 49.
138. ↑  Anonimo di Charleston 1861, p. 6.
139. ↑  Doubleday 1876, p. 155.
140. 1 2 3 4 5 6 7 8  Anderson 1861, col. 5.
141. ↑  Anonimo di Charleston 1861, pp. 7-8.
142. ↑  Doubleday 1876, pp. 156-157.
143. 1 2 3  Milby Burton 1970, p. 50.
144. 1 2 3  Silkenat 2019, p. 32.
145. ↑  Doubleday 1876, pp. 158-159.
146. 1 2  Anonimo di Charleston 1861, p. 8.
147. 1 2  Doubleday 1876, p. 159.
148. 1 2  Milby Burton 1970, p. 51.
149. 1 2 3  Anonimo di Charleston 1861, p. 9.
150. 1 2  Milby Burton 1970, p. 53.
151. ↑  Doubleday 1876, p. 162.
152. ↑  Doubleday 1876, p. 163.
153. 1 2  Silkenat 2019, p. 33.
154. 1 2 3 4 5 6  Eicher 2001, p. 41.
155. 1 2  Doubleday 1876, p. 164.
156. ↑  Milby Burton 1970, p. 54.
157. ↑  Chestnut 1861, pp. 39-40.
158. 1 2 3  Silkenat 2019, p. 34.
159. ↑  Doubleday 1876, pp. 170-171.
160. ↑  Doubleday 1876, p. 173.
161. ↑  Milby Burton 1970, p. 55.
162. 1 2 3  Anonimo di Charleston 1861, p. 11.
163. ↑  Doubleday 1876, p. 171.
164. ↑  Milby Burton 1970, p. 56.
165. 1 2  Silkenat 2019, p. 35.
166. 1 2 3  McPherson 1988, p. 274.
167. ↑  Doubleday 1876, p. 172.
168. ↑  Milby Burton 1970, p. 57.
169. ↑  Silkenat 2019, pp. 35-36.
170. ↑  Silkenat 2019, pp. 37-38.
171. ↑  Doubleday 1876, pp. 174-175.
172. ↑  Milby Burton 1970, p. 58.
173. 1 2  Cooper 2012, p. 270.
174. ↑  Milby Burton 1970, p. xvi.
175. ↑  Cooper 2012, p. xiii.
176. ↑  Anderson 1861.
177. ↑  Doubleday 1876, pp. 176-177.
178. 1 2  Milby Burton 1970, p. 61.
179. ↑  Warner 2002, p. 22.
180. 1 2 3 4 5  Warner 2002, p. 23.
181. ↑  Doubleday 1876, p. 91.
182. 1 2  (EN) Postal Bulletin, Civil War Centennial Issue, su arago.si.edu, 16 marzo 1961. URL consultato il 17 giugno 2023 (archiviato dall'url originale il 4 ottobre 2013).

### Primaria

#### Nordista
- (EN) Robert Anderson, The Defence of Sumter - Detailed Account of the Defence of the Fort, by Major Anderson, in The New York Times, 19 aprile 1861,  p. 1.
- (EN) Abner Doubleday, Reminiscences of Fort Sumter and Moultrie, New York, Harper & Brothers, 1876.

#### Sudista
- (EN) Anonimo di Charleston, The battle of Fort Sumter and first victory of the Southern troops, Charleston, Evans & Goswell, 1861,  pp. 3-11 e 28-29.
- (EN) Mary Chestnut, A Diary From Dixie, a cura di Jordan Davis, Università della Carolina del Sud, 1997  [1861],  pp. 1-42.
- (EN) W. A. Harris, The Record of Fort Sumter, Columbia, South Carolinian Steam Job Printing Office, 1862.

### Secondaria
- Alessandro Barbero, La guerra civile americana, Sarzana Festival della Mente 2021, 9 settembre 2021.
- (EN) John W. Burgess, The Civil War and the Constitution, vol. 1, New York, Cosimo Classics, 2004  [1901], ISBN 1-59605-088-8.
- (EN) William J. Cooper, We Have The War Upon Us, New York, Alfred A. Knopf, 2012, ISBN 978-1-4000-4200-5.
- (EN) David J. Eicher, I - The War Begins at Sumter, in The Longest Night: A Military History of the Civil War, New York, Simon & Schuster, 2001,  pp. 33-44, ISBN 0-684-84944-5.
- (EN) Frances H. Kennedy, The Civil War Battlefield Guide, New York, The Conservation Fund, 1998,  pp. 1-4, ISBN 0-395-74012-6.
- (EN) E. Milby Burton, The Siege of Charleston, 1861-1865, Columbia, Università della Carolina del Sud, 1970, ISBN 978-0-87249-345-2.
- (EN) James M. McPherson, The Illustrated Battle Cry of Freedom: The Civil War Era, New York, Oxford University Press, 1988, ISBN 978-0-19-503863-7.
- (EN) David Silkenat, Raising the White Flag: How Surrender Defined the American Civil War, Chapel Hill, UNC Press Book, 2019,  pp. 20-37, ISBN 9781469649733.
- (EN) Ezra J. Warner, Pierre Gustave Toutant Beauregard, in Generals in Gray: Lives of the Confederate Commanders, Baton Rouge, Louisiana State University Press, 2002  [1959],  pp. 22-23, ISBN 0-8071-0823-5.